# Preußen

Preußische Landesflagge bis 1918 mit dem Wappen des 1701 entstandenen Königreiches mit dem Monogramm FR für Friedericus Rex

Preußische Landesflagge 1919 bis 1947. Die preußischen Farben gehen auf das Wappen des Deutschen Ordens zurück: schwarzes Kreuz auf weißem Grund

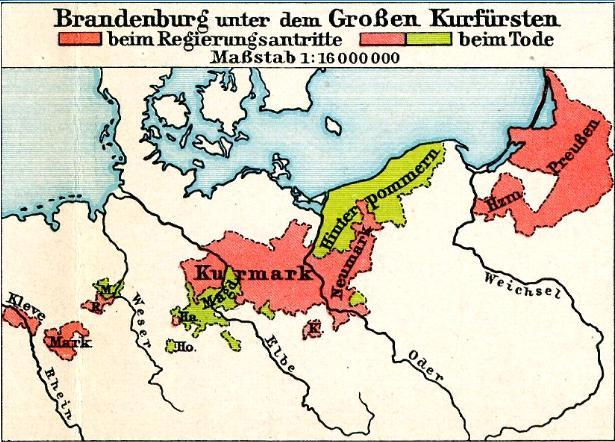
Brandenburg-Preußen vor und nach der Gründung des Königreichs

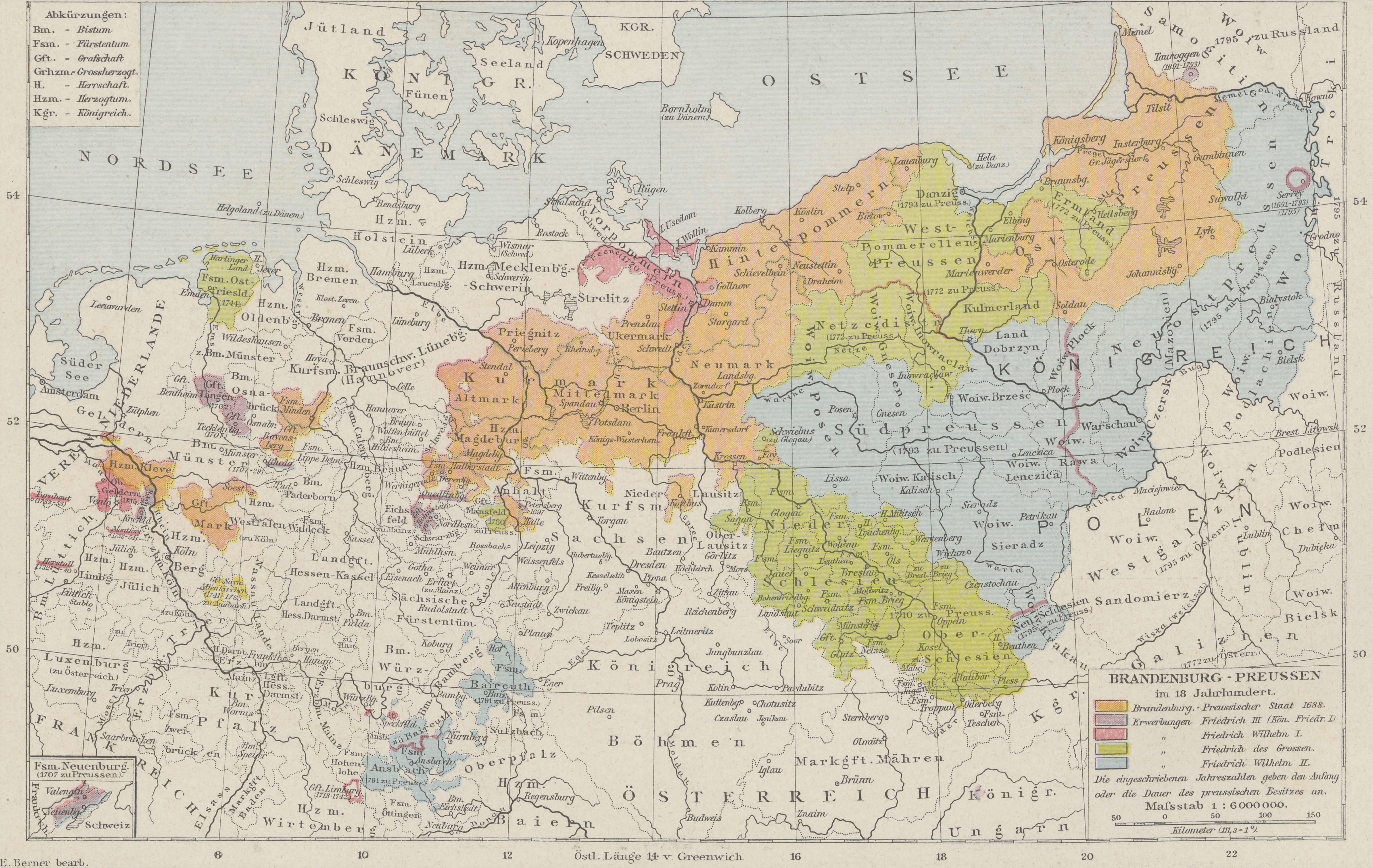
Gebietsgewinne von 1688 bis 1795

Preußen nach dem Wiener Kongress 1815

Preußen zur Zeit seiner größten Ausdehnung, 1866–1918

Der Freistaat Preußen nach 1919

Preußen war ein im 13. Jahrhundert im südlichen Baltikum entstandenes Staatswesen, dessen Name im 18. Jahrhundert auf den aus dem Kurfürstentum Brandenburg und dem Herzogtum Preußen hervorgegangenen Gesamtstaat der Hohenzollern überging: das Königreich Preußen, das seit Mitte des 19. Jahrhunderts fast ganz Norddeutschland umfasste, die Gründung des Deutschen Reiches im Jahr 1871 vorantrieb, und aus dem 1918 der republikanische Freistaat Preußen entstand. Im NS-Staat seiner Selbständigkeit beraubt, ging Preußen mit diesem am Ende des Zweiten Weltkriegs unter.
Der Name der historischen Landschaft Preußen geht auf die baltischsprachigen Prußen zurück und bezeichnete ursprünglich nur deren Stammesgebiet, das in etwa dem späteren Ostpreußen entsprach. Ihr Land wurde ab 1230 vom Deutschen Orden unterworfen und bildete zusammen mit Pommerellen das Zentrum des Deutschordensstaates. Dessen Gebiet wurde 1466 im Zweiten Frieden von Thorn geteilt: in das der polnischen Krone direkt unterstehende Königliche Preußen, das Pommerellen einschloss, und in den Restordensstaat, der unter polnischer Lehenshoheit teilautonom blieb. Aus ihm entstand nach seiner Säkularisierung im Zuge der Reformation 1525 das weltliche Herzogtum Preußen mit der Hauptstadt Königsberg. Dieses fiel 1618 durch Erbschaft an die hohenzollernschen Kurfürsten von Brandenburg, die von da an beide Länder von Berlin aus in Personalunion regierten.
Im Jahr 1657 gelang es Kurfürst Friedrich Wilhelm, das Herzogtum aus der polnischen Lehenshoheit zu lösen und zu einem souveränen Staat zu machen. Dies ermöglichte es seinem Sohn, sich 1701 in Königsberg als Friedrich I. zum „König in Preußen“ zu krönen. Im Laufe des 18. Jahrhunderts bürgerte sich für alle innerhalb und außerhalb des Heiligen Römischen Reiches gelegenen Herrschaftsgebiete der Hohenzollern die zusammenfassende Bezeichnung Preußen ein. Das Kernland des Gesamtstaats blieb aber die Mark Brandenburg. Unter Friedrich II. stieg Preußen infolge der Schlesischen Kriege (1740 - 1763) zur zweiten deutschen und zur fünften europäischen Großmacht auf.
Nach der Niederlage gegen das napoléonische Frankreich verlor das Königreich 1806 große Teile seines Staatsgebiets, vor allem jene, die es Ende des 18. Jahrhunderts im Zuge der Teilungen Polens annektiert hatte. Infolge der Stein-Hardenbergschen Reformen und der siegreichen Teilnahme an den Befreiungskriegen errang Preußen aber ab 1813 eine größere Machtfülle als zuvor. Der Wiener Kongress brachte ihm 1815 erhebliche territoriale Zugewinne vor allem im Westen Deutschlands. Durch den Sieg im Deutschen Krieg löste Preußen 1866 Österreich als führende deutsche Macht ab. Im Deutsch-Französischen Krieg vereinte es 1870 alle übrigen deutschen Staaten unter seiner Führung. Von 1871 an war Preußen der dominierende Teilstaat des neu gegründeten Deutschen Reiches und der König von Preußen zugleich Deutscher Kaiser.
Nach dem Sturz der Monarchie in der Novemberrevolution von 1918 wurde aus dem Königreich der republikanisch verfasste Freistaat Preußen, der während der Weimarer Republik ein Bollwerk der Demokratie war. Im sogenannten Preußenschlag wurde seine Landesregierung jedoch 1932 von der Reichsregierung unter Franz von Papen entmachtet. In der Zeit des Nationalsozialismus wurden alle preußischen Ministerien mit den entsprechenden Reichsministerien verschmolzen, so dass es keine eigenständigen preußischen Institutionen mehr gab. Mit dem Kontrollratsgesetz Nr. 46 vom 25. Februar 1947 verfügte der Alliierte Kontrollrat der vier Besatzungsmächte in Deutschland de jure die Auflösung Preußens, das de facto schon mit dem Kriegsende 1945 aufgehört hatte, als Staat zu bestehen.
Sowohl die Deutsche Demokratische Republik als auch die Bundesrepublik Deutschland und viele ihrer Länder haben preußische Traditionen weitergeführt. Die Gebiete, die bis 1918 – also zum Zeitpunkt seiner größten Ausdehnung – zu Preußen gehörten, sind heute Bestandteile Deutschlands und sechs weiterer Staaten: Belgiens, Dänemarks, Polens, Russlands, Litauens und Tschechiens.

## Geschichte
Preußen, das seit dem 18. Jahrhundert die Geschichte Deutschlands entscheidend prägte, entwickelte sich im Wesentlichen aus zwei Landesteilen, die beide von Herrschern aus dem Haus Hohenzollern regiert wurden: aus der Markgrafschaft Brandenburg, die zu den sieben Kurfürstentümern des Heiligen Römischen Reiches gehörte, sowie aus dem Herzogtum Preußen, das wiederum aus dem seit dem 13. Jahrhundert bestehenden Staat des Deutschen Ordens hervorgegangen war.

### Die Mark Brandenburg und die Hohenzollern

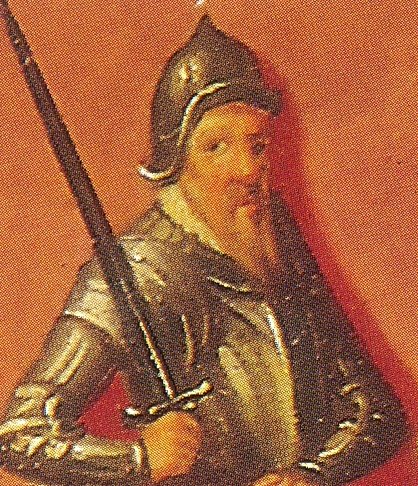
Friedrich I. übernahm 1415 als erster Hohenzoller die Herrschaft in der Mark Brandenburg.

Die eigentliche Keimzelle des späteren Hohenzollernstaates war die Mark Brandenburg. Sie war 1157 von dem Askanier Albrecht I. gegründet worden, nachdem er das von Slawen besiedelte Territorium endgültig erobert hatte. Albrecht verstand das Gebiet als Allodialbesitz und bezeichnete sich seither als „Markgraf in Brandenburg“. Nach dem Tod des letzten askanischen Markgrafen Waldemar im Jahr 1320 fiel das Land zunächst an die Wittelsbacher und 1373 an die Luxemburger.
Infolge der strittigen römisch-deutschen Königswahl des Jahres 1410 zwischen zwei luxemburgischen Kandidaten – Sigismund, dem Sohn, und Jobst von Mähren, dem Neffen Kaiser Karls IV. – fiel die Mark Brandenburg an das damals noch vergleichsweise unbedeutende Haus Hohenzollern.
Sigismund war 1379 Kurfürst von Brandenburg geworden und entsandte als solcher seinen Schwager, den aus der fränkischen Linie der Hohenzollern stammenden Burggrafen Friedrich VI. von Nürnberg, als seinen Vertreter ins Kurkollegium, um dort die brandenburgische Stimme für sich selbst abgeben zu lassen. Er setzte sich zunächst mit 4:3 Kurstimmen gegen seinen Cousin durch. Ende 1410 stellten die übrigen Kurfürsten jedoch fest, dass die brandenburgische Stimme Jobst von Mähren zustand, da Sigismund die Markgrafschaft mit allen zugehörigen Rechten 1387 gegen eine größere Geldzahlung seinem Cousin verpfändet hatte. Da Jobst aber schon am 18. Januar 1411 starb, fiel die Krone endgültig an Sigismund. Noch im selben Jahr ernannte er Friedrich von Nürnberg zum Dank für seine zuvor geleisteten Dienste zum Verwalter der Mark und erhob ihn 1415 zum erblichen Kurfürsten von Brandenburg. Die förmliche Belehnung und die Einsetzung ins Amt des Erzkämmerers erfolgte zwei Jahre später auf dem Konzil von Konstanz. Im Gegenzug gewährte der wohlhabende Friedrich seinem Schwager Darlehen zur Deckung seiner Kriegskosten in Ungarn.
In jahrelangen Kämpfen gegen den widerständigen, alteingesessenen Adel sicherte der Hohenzoller seine Vormachtstellung in der Mark. Als Friedrich I. begründete er die brandenburgische Linie seines Hauses, die später alle Könige Preußens und von 1871 bis 1918 die deutschen Kaiser stellen sollte.

### Deutschordensstaat und Herzogtum

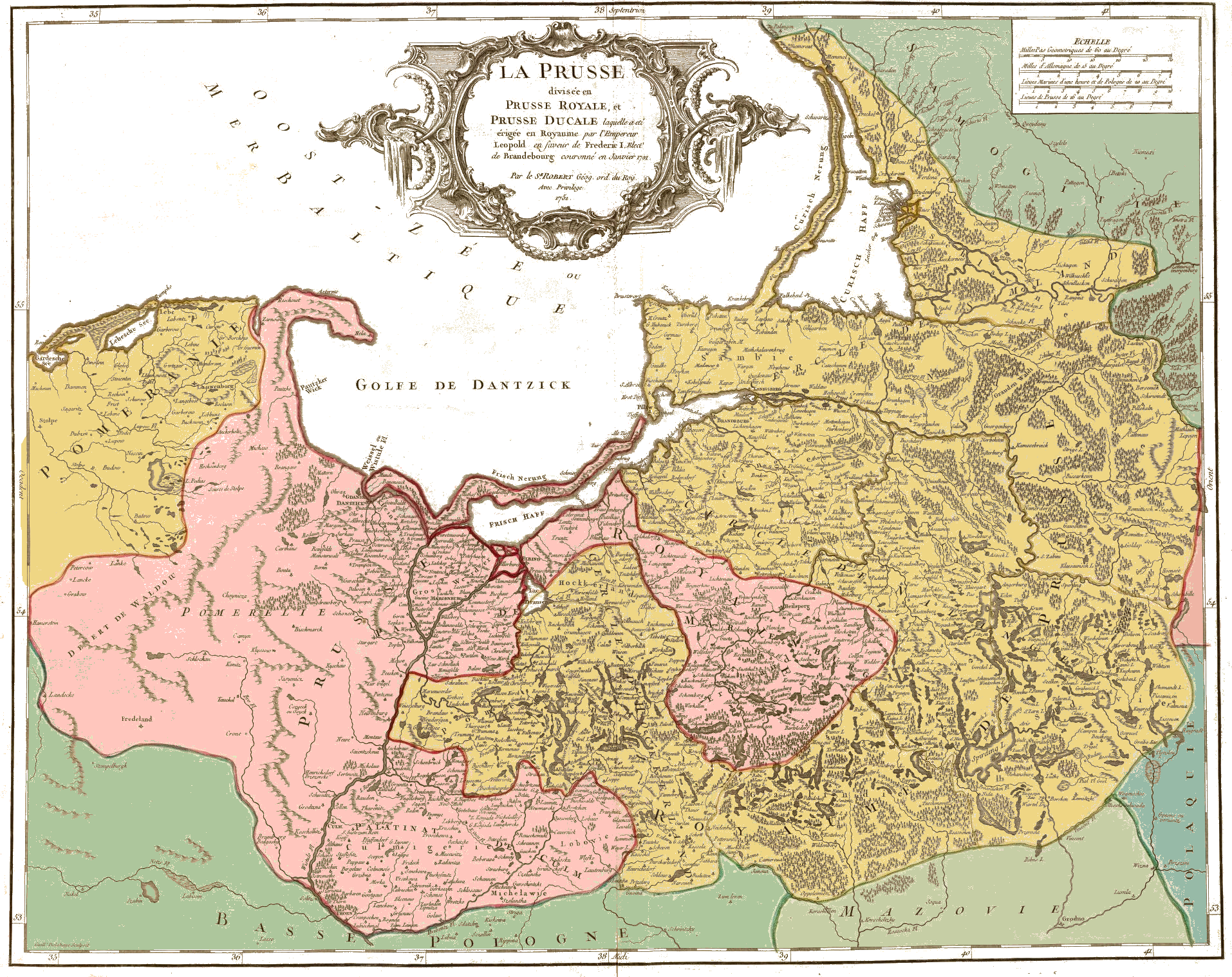
Diese nachträglich kolorierte Karte Preußens aus dem Jahr 1751 trägt die Erklärung: „Preußen teilt sich in das königliche Preußen und das herzogliche Preußen, das von Kaiser Leopold zugunsten von Friedrich I., dem im Januar 1701 gekrönten Kurfürsten von Brandenburg, zu einem Königreich erhoben wurde“. Das Herzogtum bzw. Königreich Preußen sowie Pommern sind gelb, das unter polnischer Oberhoheit stehende Preußen königlichen Anteils ist rosa und die Landschaften Polens sind in verschiedenen Grün-Abstufungen gefärbt.

Nach mehreren vergeblichen Versuchen, die Stammesgebiete der heidnischen Prußen zu erobern, rief der polnische Herzog Konrad von Masowien um 1230 den Deutschen Orden zu Hilfe und war bereit, ihm Landrechte in den zu erobernden Gebieten einzuräumen. In der womöglich auf 1226 vordatierten Goldenen Bulle von Rimini hatte schon Kaiser Friedrich II. den Großmeister des Ordens, Hermann von Salza, mit der so genannten „Heidenmission“ im Preußenland betraut. 1234 wurden die Rechte des Ordens auch vom Papst bestätigt. Mit der Eroberung des Landes der Prußen begann in den 1230er Jahren die Herausbildung des Ordensstaates. Dieser Staat und seine Bewohner – auch die slawischen und deutschen Siedler, die die Ordensritter zur Sicherung ihrer Herrschaft ins Land gerufen hatten – wurden schon im Mittelalter Preußen genannt.
Nachdem die Eroberung und gewaltsame Christianisierung um 1280 abgeschlossen war, gerieten die Ordensritter zunehmend in eine Legitimationskrise. Dazu kamen Konflikte mit Polen und Litauen. In der Schlacht von Tannenberg erlitten die Ordensritter 1410 schließlich eine entscheidende Niederlage gegen die beiden Nachbarländer. 1466 im Zweiten Frieden von Thorn musste der Ordensstaat den Westen seines Gebietes abtreten und für den Rest die Lehnshoheit der polnischen Krone anerkennen. Pommerellen, Pomesanien, das Kulmerland und das Ermland unterstanden fortan als Preußen Königlichen Anteils direkt der polnischen Krone.
Das verbliebene Gebiet des Ordensstaates umfasste in etwa das spätere Ostpreußen ohne das Ermland. Albrecht von Brandenburg-Ansbach, seit 1511 Hochmeister des Deutschen Ordens, führte zunächst Krieg gegen Polen, besonders gegen das königliche Preußen. Als die erhoffte Unterstützung aus dem Reich ausblieb, änderte er seine Politik: Auf Anraten Martin Luthers wandelte er das Ordensgebiet in ein weltliches, im Haus Hohenzollern erbliches Herzogtum um, führte die Reformation ein und nahm es am 8. April 1525 aus der Hand des polnischen Königs Sigismund I. in Krakau zum Lehen. Wie der Herzog, so wurden auch seine Untertanen evangelisch.
Da Papst und Kaiser weder den zweiten Thorner Frieden noch die Säkularisation des Ordensstaates anerkannten, galten auf den Reichstagen noch längere Zeit die Hochmeister des Deutschen Ordens formell als Landesherren in Preußen.

### Brandenburg-Preußen (1618–1701)

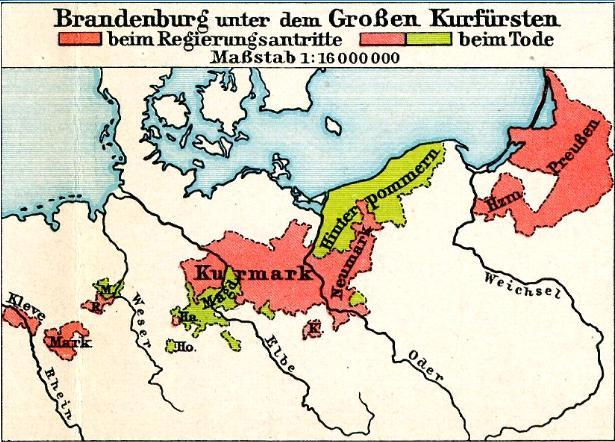
Brandenburg-Preußen um 1700 (rot und grün)
Karte aus F.W. Putzgers Historischer Schul-Atlas, 1905

Im Jahr 1618 erlosch die herzoglich-preußische Linie des Hauses Hohenzollern im Mannesstamm. Ihre Erben, die Markgrafen und Kurfürsten von Brandenburg, regierten von da an beide Länder in Personalunion. Sie waren damit sowohl dem römisch-deutschen Kaiser als auch dem König von Polen lehenspflichtig. Die Bezeichnung Brandenburg-Preußen für die weit auseinander gelegenen hohenzollernschen Herrschaftsgebiete ist nicht zeitgenössisch, sondern hat sich in der Geschichtswissenschaft eingebürgert, um die Übergangszeit von 1618 bis zum Entstehen des Königreichs Preußen im 18. Jahrhundert zu bezeichnen.

#### Dreißigjähriger Krieg
Wenige Jahre vor dem Dreißigjährigen Krieg konnte sich Brandenburg im Jülich-Klevischen Erbfolgestreit auch die Herrschaft über das Herzogtum Kleve sowie die Grafschaften Mark und Ravensberg im Westen des Reichs sichern. Vom Krieg selbst blieb das Land zunächst verschont. Im Jahr 1625 brach jedoch der Dänisch-niedersächsische Krieg aus, in dem einige protestantische Staaten Norddeutschlands, angeführt von Dänemark und unterstützt von England und den Generalstaaten, der Katholischen Liga und dem Kaiser entgegentraten. Nach der Niederlage der dänischen Armee bei Dessau im April 1626 drangen kaiserliche Truppen in die Mark ein. Kurfürst Georg Wilhelm, der über keine nennenswerten Streitkräfte verfügte, zog sich in das außerhalb des Reiches gelegene Herzogtum Preußen zurück und schloss 1627 gezwungenermaßen ein Bündnis mit dem Kaiser. Brandenburg diente fortan den kaiserlichen Truppen als Aufmarsch- und Rückzugsgebiet.
Am 6. Juli 1630 landete der Schwedenkönig Gustav Adolf mit 13.000 Mann auf Usedom. Damit begann ein neuer Abschnitt des Dreißigjährigen Kriegs. Als Gustav Adolf im Frühjahr 1631 in Brandenburg einzog, nötigte er den Kurfürsten, seinen Schwiegervater, zu einem Bündnis. Nachdem die schwedischen Truppen in der Schlacht bei Nördlingen am 6. September 1634 vernichtend geschlagen wurden, brach die protestantische Allianz auseinander. Brandenburg ging ein neues Bündnis mit dem Kaiser ein. Die Kurmark wurde nun abwechselnd von Gegnern und Verbündeten besetzt. Der Kurfürst zog sich erneut ins preußische Königsberg zurück, wo er am 1. Dezember 1640 starb.
Sein Sohn und Nachfolger Friedrich Wilhelm, später als Großer Kurfürst bezeichnet, verfolgte primär eine Politik der Befriedung und des Neuaufbaus seiner beiden Länder. Dies versuchte er durch einen Ausgleich mit Schweden zu erreichen, der ab dem 24. Juli 1641 für zwei Jahre galt. In Verhandlungen mit dem schwedischen Reichskanzler Axel Oxenstierna gelang es den Brandenburgern am 28. Mai 1643, einen Vertrag auszuhandeln, der das ganze Land formell der kurfürstlichen Verwaltung zurückgab. Bis zum Westfälischen Frieden 1648 blieben jedoch einzelne feste Plätze in Brandenburg von den Schweden besetzt. Im Westfälischen Frieden konnte Brandenburg-Preußen dann Hinterpommern, das Hochstift Halberstadt und das Fürstentum Minden erwerben sowie die Anwartschaft auf das Erzstift Magdeburg, das 1680 anfiel. Die Gebietsgewinne machten zusammen etwa 20.000 km² aus.

#### Neuaufbau unter dem Großen Kurfürsten
Brandenburg war eines der am stärksten vom Dreißigjährigen Krieg betroffenen deutschen Territorien. An seinem Ende waren Berlin und weite Landstriche verwüstet und entvölkert, Pommern von den Schweden und Kleve von der  Republik der Vereinigten Niederlande besetzt. Um es dem Land in Zukunft zu ersparen, Spielball mächtigerer Nachbarn zu sein, baute der neue Kurfürst Friedrich Wilhelm, ein schlagkräftiges stehendes Heer und eine effiziente Verwaltung auf.

##### Innere Reformen

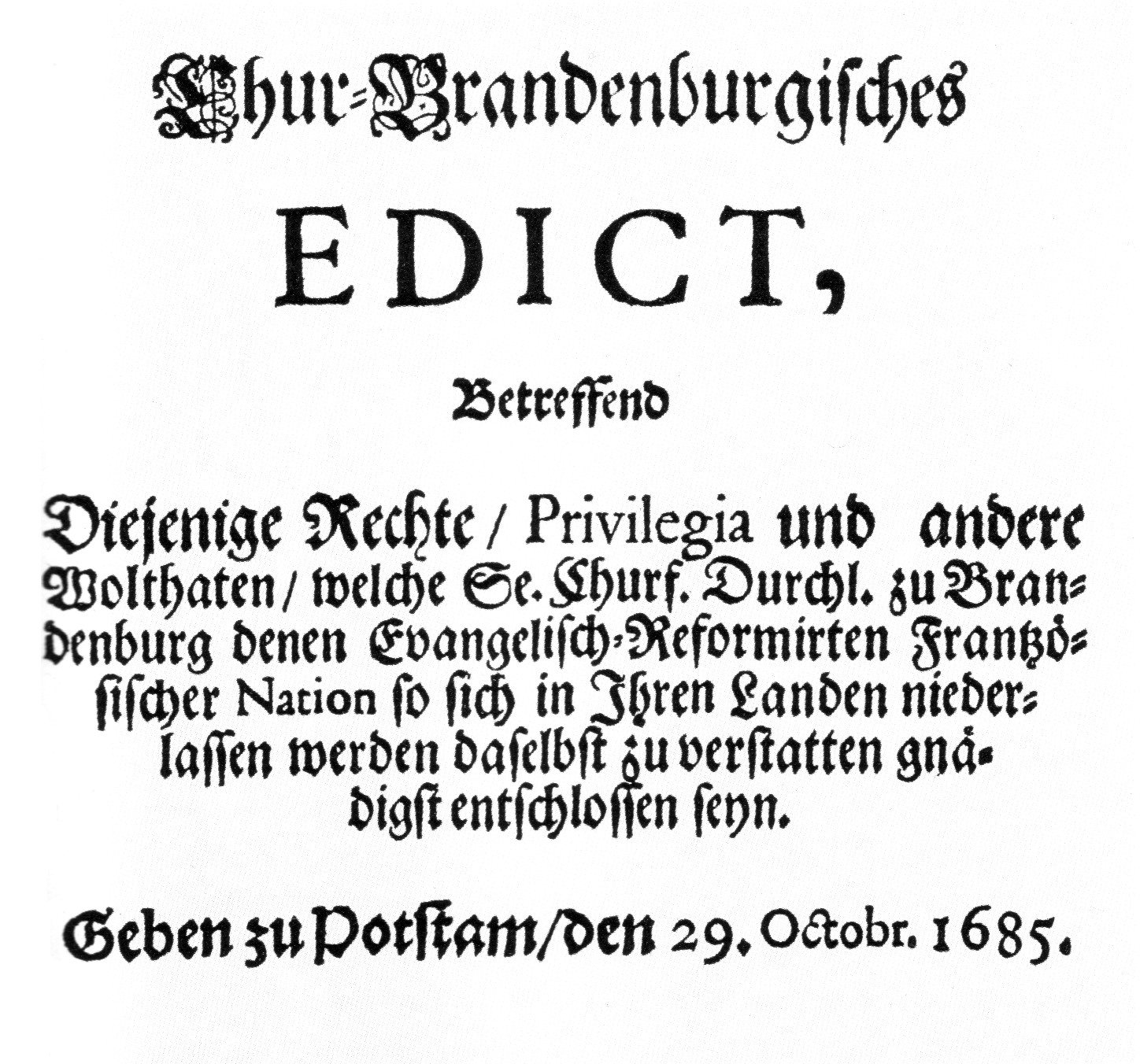
Edikt von Potsdam 1685

Auf sein Betreiben und das seiner oranischen Gemahlin Luise Henriette trugen bedeutende niederländische Gelehrte zur Modernisierung des brandenburg-preußischen Staates bei. Sie kamen insbesondere von der Universität Leiden, die Friedrich Wilhelm in jungen Jahren selbst besucht hatte. „Über den Leidener Philosophen Justus Lipsius kam es zu einer wirkungsvollen Berührung von Calvinismus und Neustoizismus, die mit ihrer Forderung nach aktivem Einsatz, harter Pflichterfüllung und innerer Disziplin von nun an zu Elementen des Beamtentums wurden, dessen Elite fast ausnahmslos in Holland ausgebildet wurde. In Leiden hatte auch Samuel von Pufendorf die Grundzüge naturrechtlichen Denkens von Hugo Grotius übernommen,“ so der Historiker Oswald Hauser. Zum Teil durch militärischen Druck entmachtete der Kurfürst die Stände der einzelnen Landesteile, die bis dahin ihre Partikularinteressen über die des Gesamtstaats gestellt hatten. An ihre Stelle trat eine absolutistische Zentralverwaltung. Deren wichtigste Posten wurden zum Großteil mit ortsfremden Beamten besetzt, die nicht mehr dem lokalen Adel angehörten und ihre Stellung allein der Loyalität zum Herrscher verdankten. Auch damit schuf Friedrich Wilhelm eine Grundlage für das preußische Beamtentum, das seit dem 18. Jahrhundert den Ruf besonderer Effizienz und Staatstreue genoss.
Gestützt auf eine kompetente Verwaltung führte der Kurfürst im Inneren Wirtschaftsreformen durch und initiierte umfangreiche Peuplierungsmaßnahmen, um sein ökonomisch geschwächtes Land zu entwickeln. 1661, 1667 und 1669 wurden Einwanderungsedikte erlassen, um Kolonisten und Handwerker ins Land zu holen. Sie erhielten eine mehrjährige Befreiung von Abgaben und Steuern, unentgeltliche Bauplätze und Bauholz sowie die Befreiung von Einquartierung. Viele Zuwanderer waren Niederländer oder Protestanten aus Böhmen. Mit dem Edikt von Potsdam, einer Reaktion auf die Aufhebung des Edikts von Nantes durch König Ludwigs XIV., lud der Kurfürst 1685 Tausende aus Frankreich vertriebener, meist gut gebildeter Hugenotten zur Niederlassung in Brandenburg-Preußen ein. Um 1700 stammte jeder fünfte Einwohner Berlins aus Frankreich. Mit diesen Edikten begann eine Zeit der aktiven Anwerbung und Assimilation von Zuwanderern, etwa von Bergleuten für das Oberschlesische Kohlerevier unter Friedrich dem Großen, die bis zum Ersten Weltkrieg anhielt und den steilen wirtschaftlichen und militärischen Aufstieg Preußens begünstigte.

##### Außenpolitische Erfolge

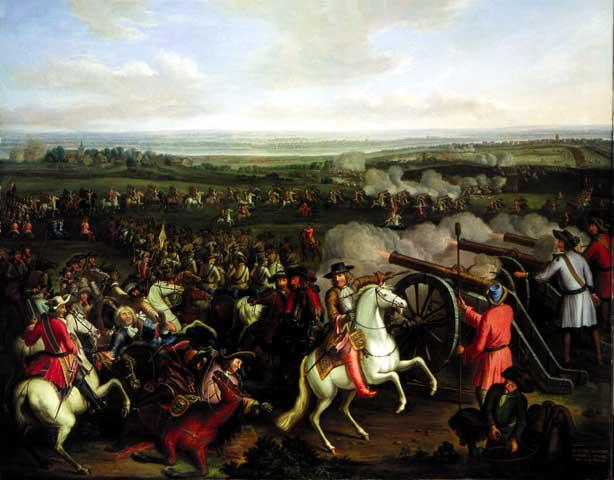
Der Große Kurfürst in der Schlacht bei Fehrbellin, 1675

Außenpolitisch betrieb Friedrich Wilhelm nach dem Dreißigjährigen Krieg eine vorsichtige Schaukelpolitik zwischen den Großmächten. Er machte Brandenburg mit seiner Armee zu einem begehrten Verbündeten der europäischen Mächte. Dies ermöglichte es ihm, Subsidienzahlungen von mehreren Seiten zu erhalten. Zudem betrieb er den Aufbau einer eigenen kurbrandenburgischen Marine und verfolgte in späteren Jahren Kolonialprojekte in Westafrika und Westindien. Nach der Gründung der Festung Groß Friedrichsburg 1683 durch die Brandenburgisch-Afrikanische Compagnie im heutigen Ghana nahm Brandenburg am internationalen Sklavenhandel teil.
Im Vertrag von Wehlau von 1657, der 1660 im Frieden von Oliva bekräftigt wurde, gelang es, das Herzogtum Preußen aus der polnischen Oberhoheit zu lösen. Die Anerkennung der Souveränität dieses Landesteils war eine entscheidende Voraussetzung für seine Erhebung zum Königreich unter dem Sohn des Großen Kurfürsten. Durch den Sieg im Schwedisch-Brandenburgischen Krieg (1674–1679) konnte das Land seine Machtstellung trotz ausbleibender Landgewinne weiter ausbauen. Insgesamt machte Friedrich Wilhelm in seiner 48-jährigen Regierungszeit, der längsten aller preußischen Herrscher, das zuvor vergleichsweise unbedeutende Brandenburg zu dem nach Österreich zweitmächtigsten Territorium im Reich und legte den Grundstein für den Aufstieg Preußens im 18. und 19. Jahrhundert.

### Königreich Preußen (1701–1918)

#### Erringung der Königswürde durch FriedrichI. (1701–1713)

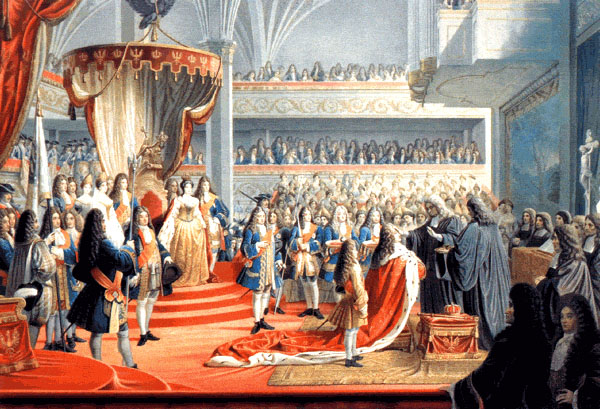
Kurfürst Friedrich III. krönt sich selbst zum König Friedrich I. in Preußen, Königsberg 1701

Replikat der Krönungskrone von 1701

Rang, Reputation und Prestige eines Fürsten waren in der Zeit des Absolutismus wichtige politische Faktoren. Daher war Friedrich III. von Brandenburg sehr daran gelegen, Ranggleichheit mit zwei anderen Kurfürsten zu wahren: mit August dem Starken von Sachsen, seit 1697 zugleich König von Polen, und mit Georg Ludwig von Braunschweig-Lüneburg, Anwärter auf den britischen Thron. Da der Kaiser der Rangerhöhung des Kurfürsten zum König jedoch niemals für ein Territorium innerhalb des Heiligen Römischen Reiches zugestimmt hätte, kam dafür nur das außerhalb von dessen Grenzen gelegene Herzogtum Preußen infrage, zumal es seit 1657 kein polnisches Lehen mehr und Friedrich folglich sein Souverän war.
Nach längeren Verhandlungen und der Zusage militärischer Unterstützung stimmte Kaiser Leopold I. der Erhebung des Herzogtums zum Königreich Preußen zu. Am 18. Januar 1701 krönte sich der Kurfürst in Königsberg selbst und nahm als Friedrich I. den Titel König in Preußen an. Die einschränkende Titulatur „in Preußen“ wurde mit Rücksicht auf den König von Polen gewählt, da die Bezeichnung „König von Preußen“ einen Herrschaftsanspruch auch auf die weiterhin unter polnischer Oberhoheit stehenden Teile Preußens, also auf das Ermland und die westlichen Teile des einstigen Ordensstaats, impliziert hätte.
Als gebräuchlicher Name für alle von den brandenburgischen Hohenzollern regierten Gebiete – ob innerhalb oder außerhalb des Heiligen Römischen Reiches gelegen – setzte sich im Verlauf des 18. Jahrhunderts der des ranghöheren „Preußen“ durch. Amtliche Bezeichnungen waren zunächst „die preußischen Staaten“, die „Staaten des Königs von Preußen“ oder „Königlich Preußische Staaten“. Seit etwa 1800 war im Staatshandbuch, in der Gesetzessammlung und 1848 in der Verfassung vom „Preußischen Staat“ die Rede. Dessen Zentren blieben die Hauptstadt Berlin und die königliche Residenz Potsdam. Bis zum Erlass der Verfassung von 1848/50 galt aber Königsberg weiter als Hauptstadt des eigentlichen Königreichs Preußen. Jeder neue König musste zunächst dort die Huldigung der preußischen Landstände entgegennehmen, bevor ihm in Berlin die Landstände, später die Provinzialstände seiner übrigen Staaten huldigten. Nach der Krönung Friedrichs I. fand die Zeremonie nur noch ein weiteres Mal statt: 1861, als Wilhelm I. sich in Königsberg ebenfalls selbst krönte.
Friedrich I. überließ das politische Geschäft weitgehend dem sogenannten Drei-Grafen-Kabinett. Er selbst konzentrierte sich auf eine aufwändige Hofhaltung nach französischem Vorbild, die den Staat an den Rand des finanziellen Ruins brachte. Der Prunk am preußischen Hof wurde unter anderem durch die Vermietung von Soldaten an die antifranzösische Allianz im Spanischen Erbfolgekrieg finanziert. Als Friedrich I. am 25. Februar 1713 starb, hinterließ er einen Schuldenberg von zwanzig Millionen Talern.

#### Zentralisierung und Militarisierung unter Friedrich WilhelmI. (1713–1740)

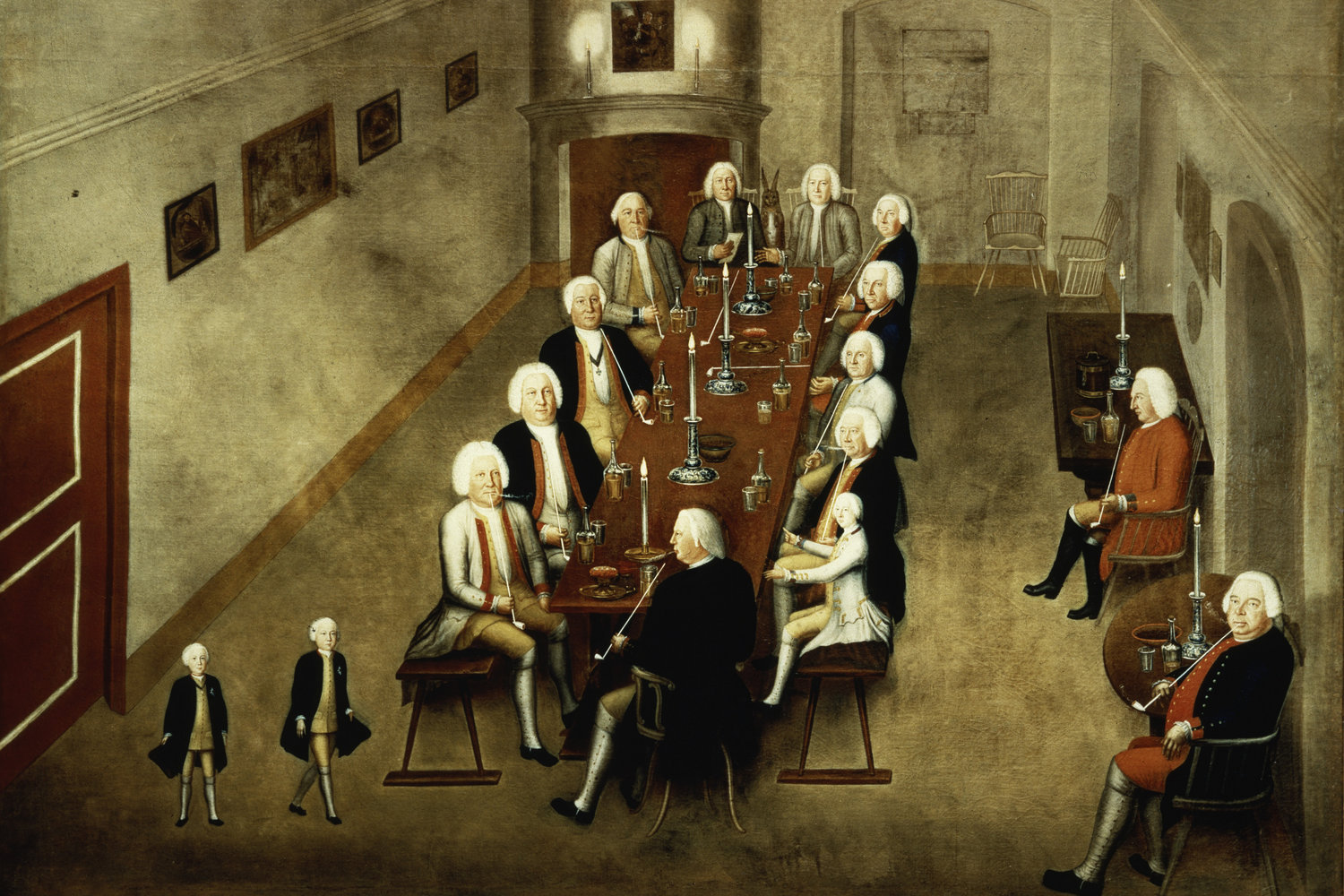
Tabakskollegium Friedrich Wilhelms I. von Preußen (1736)

Der Sohn Friedrichs I., Friedrich Wilhelm I., war nicht prunkliebend wie sein Vater, sondern sparsam und praktisch veranlagt. Folglich kürzte er die Ausgaben für die Hofhaltung auf ein Minimum. Alles, was dem höfischen Luxus diente, wurde entweder abgeschafft oder anderen Nutzungen zugeführt. Alle Sparmaßnahmen des Königs zielten auf den Ausbau eines starken stehenden Heeres, in dem der König die Grundlage seiner Macht nach innen und außen sah. Diese Haltung brachte ihm den Beinamen „Soldatenkönig“ ein. Gleichwohl führte Friedrich Wilhelm I. nur einmal in seiner Amtszeit einen kurzen Feldzug im Großen Nordischen Krieg während der Belagerung Stralsunds. In dessen Folge gewann Preußen nicht nur einen Teil Vorpommerns, sondern dank des prestigeträchtigen Siegs über die Schweden auch internationales Ansehen.
Friedrich Wilhelm I. revolutionierte die Verwaltung unter anderem mit der Gründung des Generaldirektoriums. Damit zentralisierte er das Land, das bisher noch immer territorial zersplittert war, und gab ihm eine einheitliche staatliche Organisation. Durch eine merkantilistische Wirtschaftspolitik, die Förderung von Handel und Gewerbe sowie eine Steuerreform gelang es dem König, die jährlichen Staatseinnahmen zu verdoppeln. Um die nötigen Fachkräfte zu gewinnen, führte er die allgemeine Schulpflicht ein und errichtete volkswirtschaftliche Lehrstühle an preußischen Universitäten, die ersten ihrer Art in Europa. Im Zuge einer intensiven Peuplierungspolitik ließ er Menschen aus ganz Europa in seinen dünnbesiedelten Provinzen ansiedeln.
Als Friedrich Wilhelm I. 1740 starb, hinterließ er ein wirtschaftlich und finanziell gefestigtes Land. Mit ihm begann jedoch auch die Militarisierung Preußens, wenngleich deren Umfang und Auswirkungen umstritten sind.

#### Aufstieg zur Großmacht unter FriedrichII. (1740–1786)

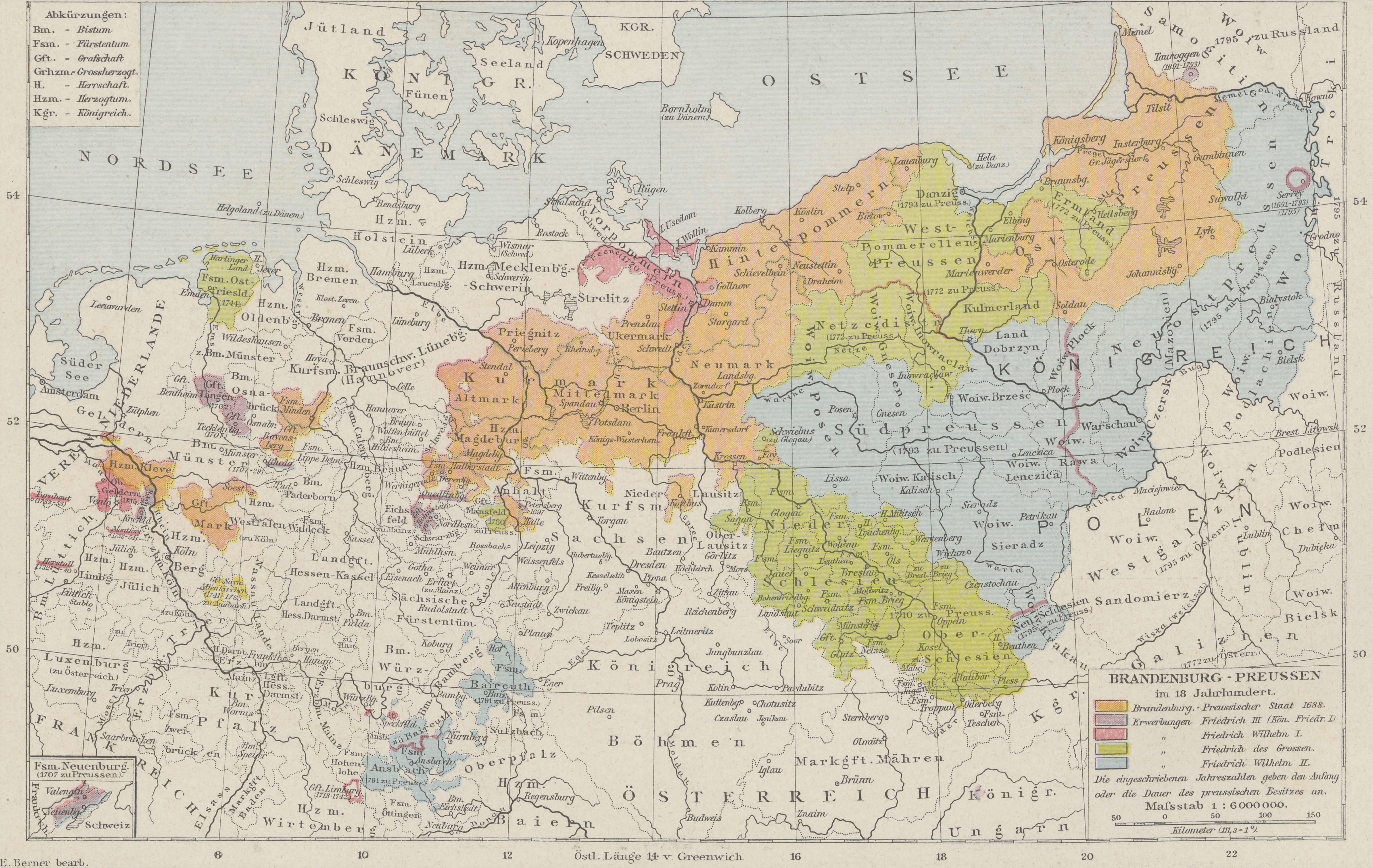
Preußens Gebietszuwächse unter Friedrich II., 1740–1786 (grün)

Robert Warthmüller: Der König überall, Ölgemälde von 1886. – Friedrich der Große förderte seit Anfang der 1740er Jahre den Anbau der Kartoffel als Nahrungsmittel und befahl ihn 1756. Nach dem Siebenjährigen Krieg kontrollierte er ihn auf Inspektionsreisen. Das Gemälde ist ein typisches Beispiel der Friedrich-Begeisterung, die nach der Reichsgründung 1871 zum Teil des preußischen und gesamtdeutschen Nationalmythos wurde.

Am 31. Mai 1740 bestieg sein Sohn Friedrich II. – später Friedrich der Große genannt – den Thron. Noch in seinem ersten Regierungsjahr ließ er die preußische Armee in das zu Österreich gehörende Schlesien einmarschieren, auf das er Anspruch erhob. Damit begann der preußisch-österreichische Dualismus, der bis 1866 immer wieder aufflammende Kampf der beiden führenden deutschen Mächte um die Vorherrschaft im Reich.
In den drei Schlesischen Kriegen (1740–1763) gelang es, die neu gewonnene Provinz für Preußen zu sichern. Im dritten, dem Siebenjährigen Krieg (1756–1763), stand das mit Großbritannien verbündete Preußen einer Koalition aus Österreich, Frankreich, Russland, Sachsen und Schweden gegenüber und geriet trotz großer militärischer Erfolge an den Rand des Zusammenbruchs. Vor der Niederlage wurde es nur durch das Versäumnis von Österreich und Russland, nach Friedrichs vernichtender Niederlage in der Schlacht bei Kunersdorf gemeinsam Berlin zu erobern („Mirakel des Hauses Brandenburg“), sowie durch den Tod der Zarin Elisabeth bewahrt. Ihr Nachfolger, Zar Peter III., war ein Bewunderer Friedrichs und löste Russland aus der Allianz. Seine Gegner sahen sich dadurch gezwungen, sich mit Friedrich zu verständigen und gestanden ihm im Frieden von Hubertusburg den endgültigen Besitz Schlesiens zu. Preußen, dessen Armee nun als eine der besten Europas galt, war zur fünften Großmacht aufgestiegen.
Friedrich II. war ein Vertreter des aufgeklärten Absolutismus und verstand sich selbst als „ersten Diener des Staates“. So schaffte er die Folter ab, verminderte die Zensur, legte den Grundstein für das Allgemeine preußische Landrecht und holte mit der Gewährung völliger Glaubensfreiheit weitere Exulanten ins Land. Unter seiner Regierung wurde der Landesausbau ebenso vorangetrieben wie die Peuplierung von zuvor weitgehend unbesiedelten Gebieten, etwa des Oder- und des Netzebruchs.
Gemeinsam mit Österreich und Russland betrieb Friedrich die Teilung Polens. Bei der ersten Teilung 1772 erwarb er Polnisch Preußen, das in Westpreußen umbenannt wurde, den Netzedistrikt und das Fürstbistum Ermland, das zu Ostpreußen kam. Damit waren die hohenzollernschen Territorien Pommern und Ostpreußen nicht mehr durch polnisches Staatsgebiet voneinander getrennt. Außerdem gehörten nun alle preußischen Gebiete im Osten zum Staat der Hohenzollern, dessen Herrscher sich nun „König von Preußen“ nennen konnte. Friedrich starb am 17. August 1786 auf Schloss Sanssouci.

#### Stagnation und Ende des preußischen Feudalstaates (1786–1807)

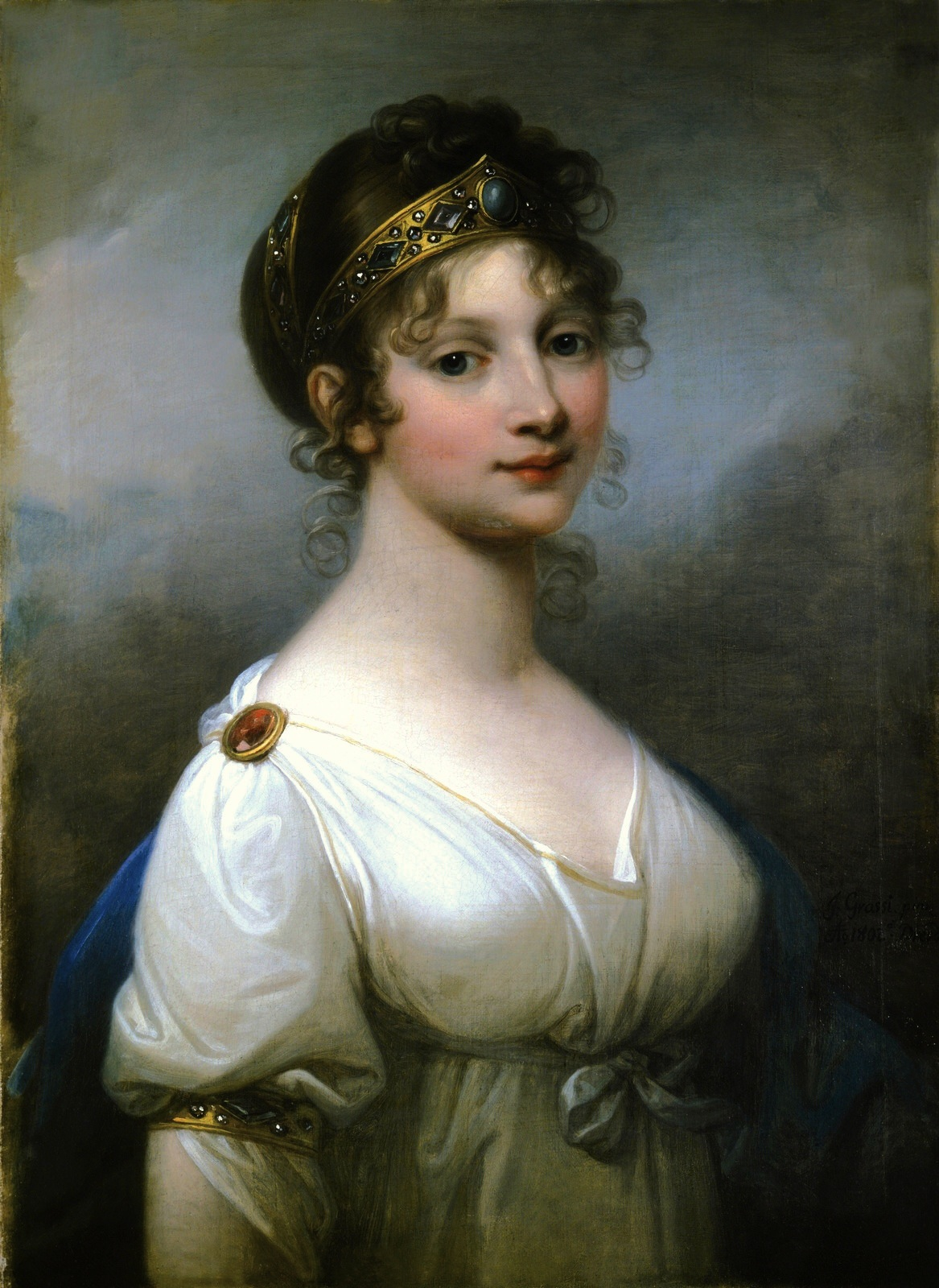
Die populäre Königin Luise, Ehefrau Friedrich Wilhelms III. und Mutter des späteren Kaiser Wilhelms I. wurde nach ihrem Tod nahezu kultisch verehrt

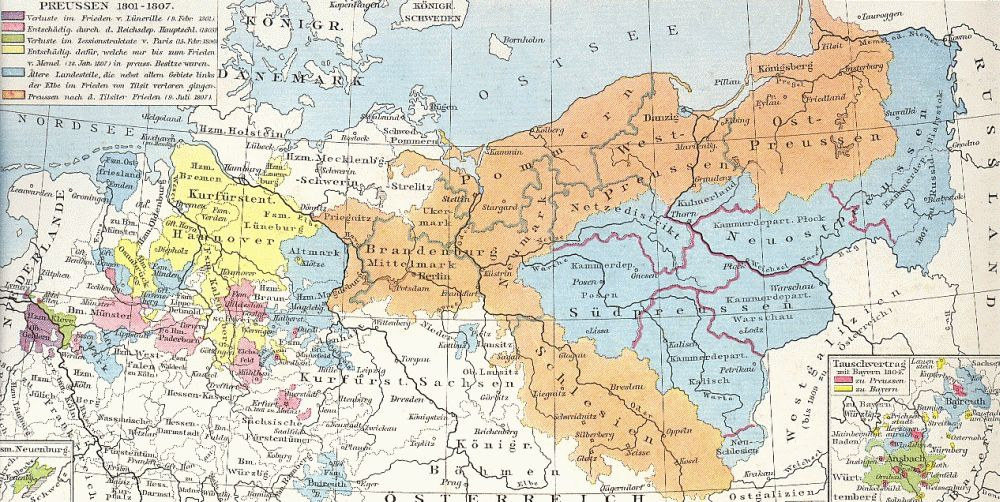
Preußischer Reststaat nach dem Frieden von Tilsit 1807 (braun)

Nach dem Tod Friedrichs II. bestieg sein Neffe Friedrich Wilhelm II. (1786–1797) den preußischen Thron. Berlin wuchs in den 1790er Jahren zu einer ansehnlichen, vom Klassizismus geprägten Stadt heran. Hier, wie im ganzen Reich, nahm das erstarkende Bildungsbürgertum die Französische Revolution meist positiv auf. Seit 1794 galt in Preußen das Allgemeine Landrecht, ein umfassendes Gesetzeswerk, dessen Ausarbeitung schon unter Friedrich II. begonnen hatte.
In der Außenpolitik zwang Preußen Österreich 1790 durch ein Bündnis mit dem Osmanischen Reich zu einem Separatfrieden im Russisch-Österreichischen Türkenkrieg. Friedrich Wilhelm setzte die Teilungspolitik gegenüber Polen fort, so dass sich Preußen in der zweiten und der dritten Teilung Polens (1793 und 1795) weitere Gebiete bis nach Warschau sichern konnte. Aus ihnen wurden die neuen Provinzen Südpreußen (1793), Neuostpreußen und Neuschlesien (beide 1795) gebildet. Die Bevölkerungszahl wuchs damit zunächst um 2,5 Millionen, jedoch gingen die Neuerwerbungen nach der Niederlage gegen Frankreich im Jahr 1806 wieder verloren.
Die französische Revolution bewirkte eine Annäherung zwischen Österreich und Preußen. Obwohl die preußische Regierung die Revolution zu Beginn noch wohlwollend betrachtet hatte, schloss sie am 7. Februar 1792 ein Verteidigungsbündnis mit Österreich. Aufgrund der gegen die Revolution gerichteten Pillnitzer Deklaration erklärte Frankreich beiden Ländern am 20. April 1792 den Krieg. Im Ersten Koalitionskrieg folgte auf den anfänglichen raschen Vormarsch nach der Kanonade von Valmy der Rückzug der preußischen und österreichischen Truppen aus Frankreich. Anschließend stießen französische Revolutionstruppen bis zum Rhein vor. Nach dem Frieden von Basel 1795 schied Preußen für mehr als ein Jahrzehnt aus der antifranzösischen Allianz aus. Am 16. November 1797 starb Friedrich Wilhelm II. Ihm folgte sein Sohn Friedrich Wilhelm III. (1797–1840) auf den Thron.
Zwischen 1795 und 1806 profitierte Preußen von einer Außenpolitik, die Frankreich favorisierte. Mit dessen Unterstützung wurde es faktisch zur Vormacht Norddeutschlands. Im Reichsdeputationshauptschluss von 1803 erhielt das Land für Verluste auf dem linken Rheinufer einen Großteil des Hochstifts Münster, die Bistümer Hildesheim und Paderborn sowie weitere Gebiete als Entschädigung. Dadurch wuchs sein Territorium um etwa drei und seine Bevölkerungszahl um rund fünf Prozent. Zudem besetzte Preußen kurzfristig das mit Großbritannien verbundene Kurfürstentum Hannover.
Als jedoch 1806 Verhandlungen mit Frankreich über die Aufteilung der Machtsphären in Deutschland scheiterten, kam es erneut zum Krieg. In der Schlacht bei Jena und Auerstedt erlitt Preußen eine vernichtende Niederlage gegen die Truppen Napoleons I., die den Untergang des bisherigen altpreußischen Staates bedeutete. Im Frieden von Tilsit verlor Preußen 1807 etwa die Hälfte seines Territoriums: alle Gebiete westlich der Elbe sowie die Zugewinne aus der zweiten und dritten polnischen Teilung. Zudem musste das Land eine französische Besatzung hinnehmen, die fremden Truppen versorgen und hohe Kontributionszahlungen an Frankreich leisten. Preußen verlor faktisch seine Großmachtstellung und war nach Größe und Funktion nur noch ein Pufferstaat zwischen Frankreich und Russland.

#### Staatsreformen und Befreiungskriege (1807–1815)

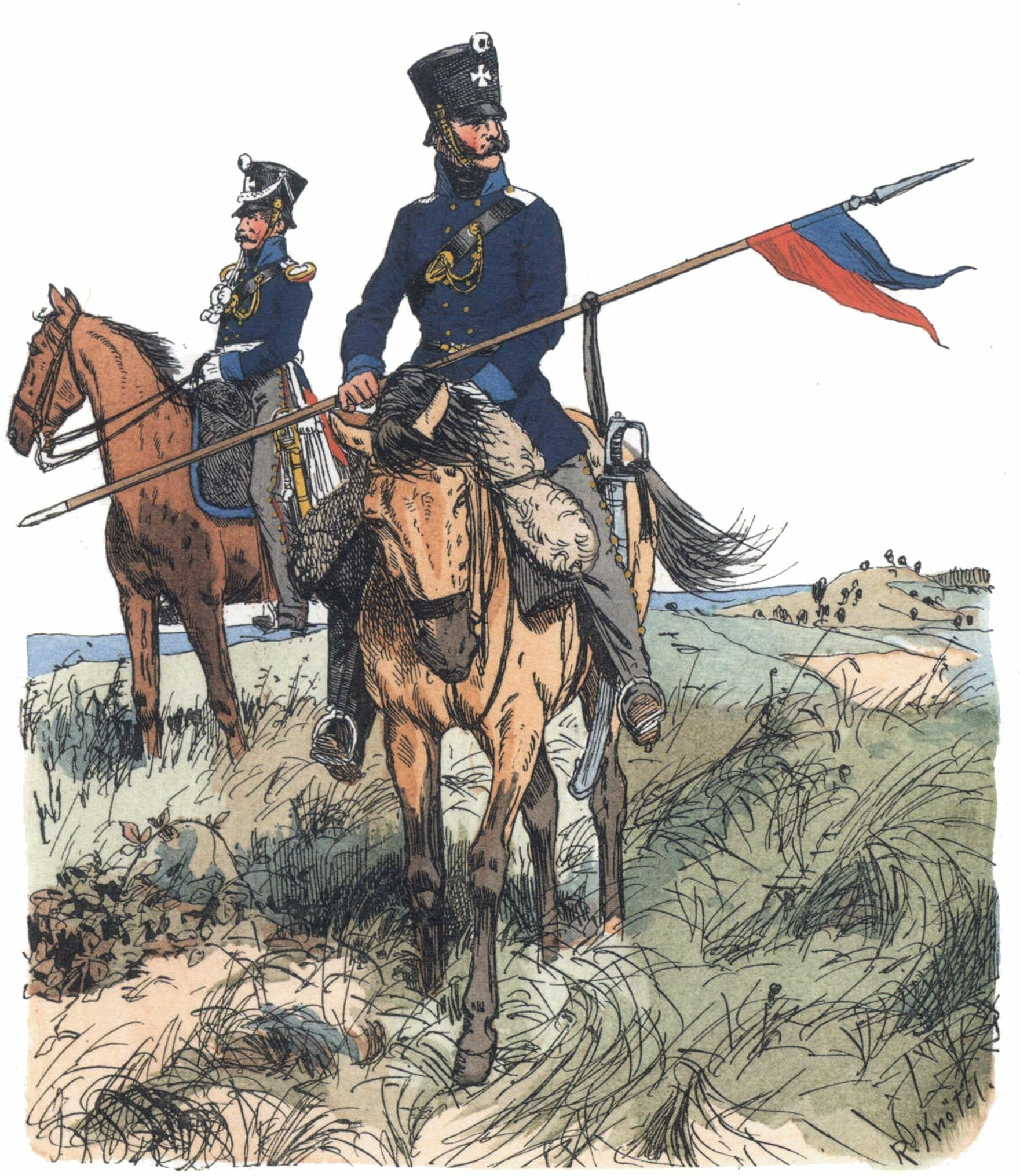
Preußische Landwehrkavallerie in den Befreiungskriegen

Die als untragbar empfundenen Bedingungen des Tilsiter Friedens bewirkten aber auch eine Erneuerung des Staates. Die grundlegenden Reformen, die nach 1807 in Angriff genommen wurden, zielten innenpolitisch darauf ab, die Zustände, die zur Niederlage von 1806 geführt hatten, zu verändern und außenpolitisch darauf, die französische Hegemonie abzuschütteln. Mit den Reformen durch den Freiherrn vom Stein, Gerhard von Scharnhorst und Karl August Fürst von Hardenberg wurde das Staatswesen modernisiert. So wurde 1807 die Leibeigenschaft der Bauern aufgehoben, 1808 die kommunale Selbstverwaltung eingeführt und 1810 die Gewerbefreiheit gewährt. Wilhelm von Humboldt gestaltete das Bildungswesen neu und gründete 1809 die erste Berliner Universität, die heute seinen Namen trägt. Die Heeresreform wurde 1813 mit der Einführung der allgemeinen Wehrpflicht abgeschlossen.
An Napoleons Russlandfeldzug von 1812 nahm Preußen als Verbündeter Frankreichs teil. Nach der Niederlage der „Grande Armee“ schloss der preußische Generalleutnant Yorck von Wartenburg jedoch bereits am 30. Dezember 1812 die Konvention von Tauroggen mit dem General der russischen Armee Hans von Diebitsch. Sie sah einen Waffenstillstand vor und besagte, dass Yorck seine preußischen Truppen aus der Allianz mit der französischen Armee herauslösen sollte. Yorck handelte aus eigener Initiative, ohne Befehl seines Königs, der noch mehrere Monate zwischen der erzwungenen Bündnistreue zu Frankreich und einer russlandfreundlichen Politik schwankte. Die Konvention von Tauroggen wurde in Preußen als Beginn des Aufstandes gegen die französische Fremdherrschaft verstanden. Schließlich rang sich auch Friedrich Wilhelm zu einem Politikwechsel durch. Als er am 20. März 1813 in der Schlesischen privilegierten Zeitung mit seinem Aufruf „An Mein Volk“, der auf den 17. März datiert war, zum Befreiungskampf aufrief, standen 300.000 preußische Soldaten (6 % der Gesamtbevölkerung) bereit. Für die Dauer des bevorstehenden Krieges wurde die Allgemeine Wehrpflicht eingeführt. Preußische Truppen unter Gebhard Leberecht von Blücher und August Neidhardt von Gneisenau trugen in der Völkerschlacht bei Leipzig 1813, beim Vorstoß der Alliierten nach Paris in der Frühjahrskampagne 1814 und in der Schlacht bei Waterloo 1815 entscheidend zum Sieg über Napoleon bei.

#### Von der Restauration bis zur Märzrevolution (1815–1848)

Die Lage Preußens und Österreichs inner- und außerhalb des Deutschen Bundes (1815–1866)

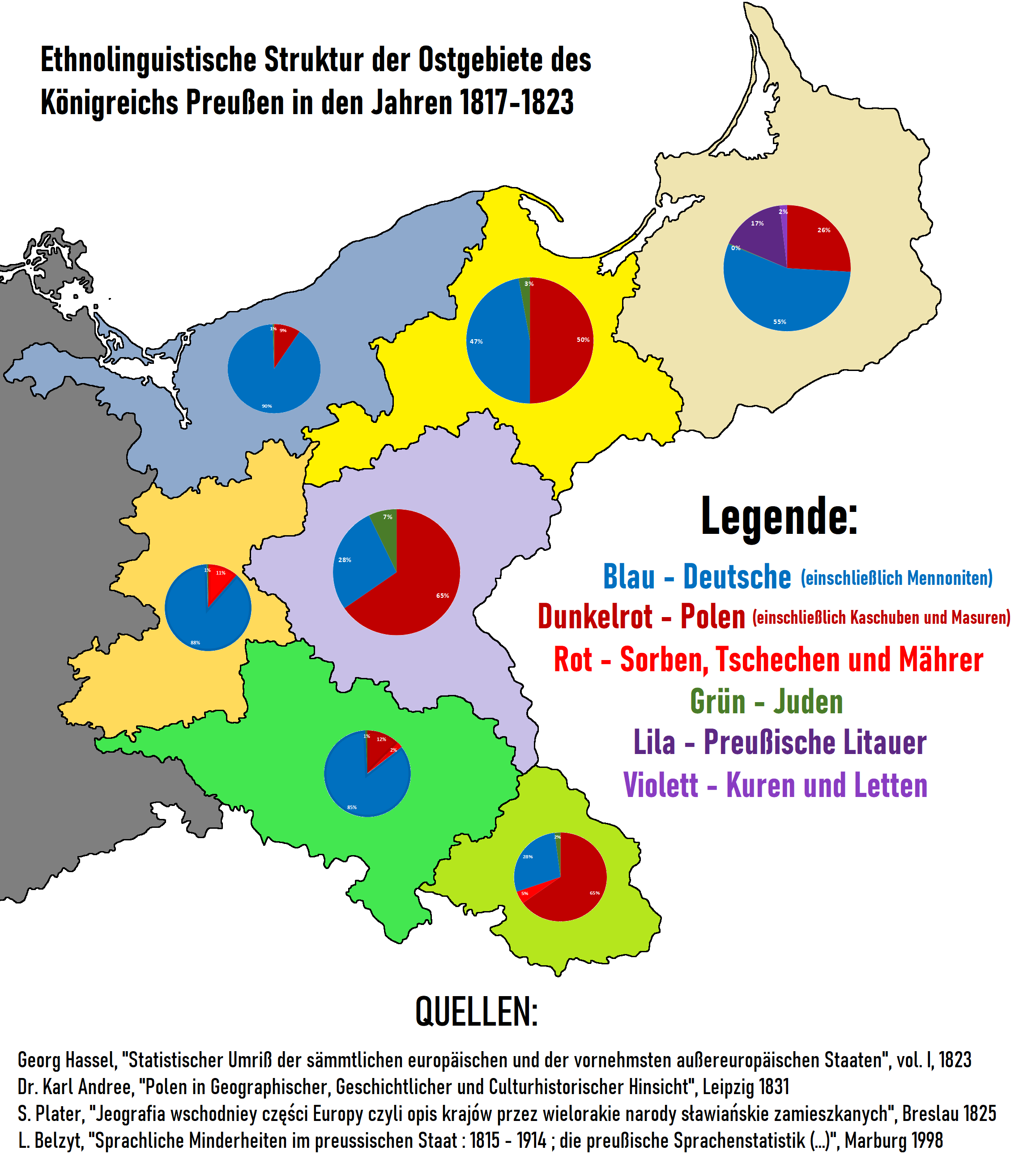
Ethnolinguistische Struktur der östlichen Gebiete Preußens 1817–23

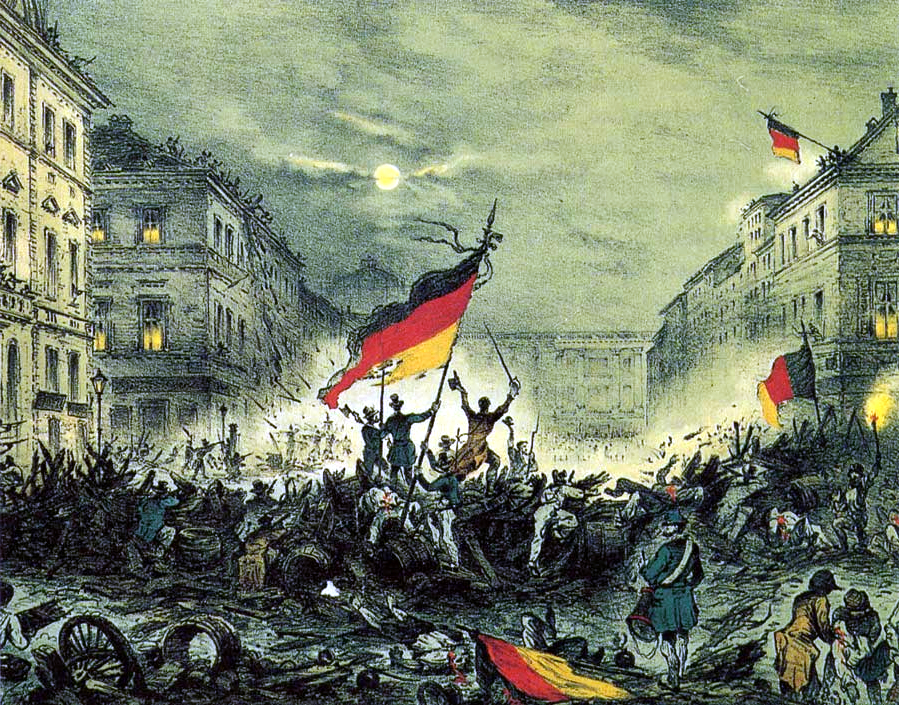
Jubelnde Revolutionäre nach Barrikadenkämpfen am 18. März 1848 in der Breiten Straße in Berlin, im Hintergrund das Berliner Schloss

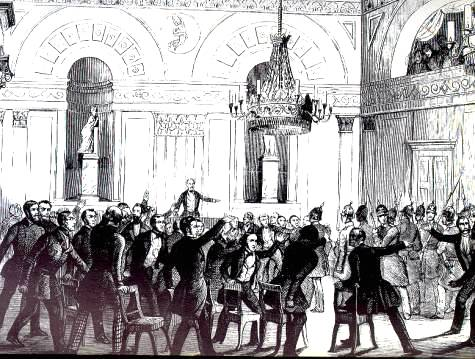
Gewaltsame Auflösung der preußischen Nationalversammlung

Auf dem Wiener Kongress 1815 erfuhr Preußen, das zum Mitglied des neu gegründeten Deutschen Bundes wurde, eine erhebliche Vergrößerung seines Territoriums. Die in der zweiten und dritten polnischen Teilung annektierten Gebiete erhielt es zwar bis auf die Provinz Posen nicht zurück. Dafür gewann es Schwedisch-Pommern neu hinzu, den nördlichen Teil des Königreichs Sachsen sowie weite Gebiete im Westen Deutschlands. Letztere wurden in der Provinz Westfalen und der Rheinprovinz zusammengefasst und durch Festungsbauten in Koblenz, Köln und Minden gesichert. Der preußische Staat bestand seit 1815 also erneut aus zwei räumlich getrennten Landesteilen in Ost- und Westdeutschland. Der Gewinn der bevölkerungsstarken westlichen und der Verzicht auf die ehemals polnischen Gebiete wurden für die Zukunft Preußens entscheidend. Denn dadurch verstärkte sich der deutsche Charakter des Landes und es vergrößerte sowohl seine Einwohnerzahl als auch seine Wirtschaftskraft, zumal sich Westfalen und das Rheinland im Laufe des 19. Jahrhunderts zu Zentren der Industrialisierung in Deutschland entwickeln sollten.
Das während der Freiheitskriege seinem Volk gegebene Versprechen, dem Land eine Verfassung zu geben, löste Friedrich Wilhelm III. nicht ein. Anders als in den meisten übrigen deutschen Staaten wurde in Preußen auch keine Volksvertretung für den Gesamtstaat geschaffen. Statt eines Landtages für ganz Preußen wurden lediglich Provinziallandtage einberufen, denen das Gesetz vom 5. Juni 1823 lediglich ein begrenztes Budgetrecht einräumte. Preußen behielt trotz der Modernisierung durch die Stein-Hardenbergschen Reformen Züge eines Ständestaats. In den Provinzen war der Adel nach wie vor einflussreich, während die Städte sich selbst verwalteten, wenn auch eine gewisse Staatsaufsicht bestand.
Die königliche Regierung glaubte so, liberale Bestrebungen nach einer konstitutionellen Monarchie und demokratischen Mitwirkungsrechten verhindern zu können. Dem Ziel, die Demokratiebestrebungen in ganz Europa zu unterdrücken, diente auf außenpolitischer Ebene die Heilige Allianz, die Friedrich Wilhelm III. gemeinsam mit dem Zaren des Russischen Reiches und dem Kaiser von Österreich ins Leben rief.
Dem Bestreben der königlichen Regierung, Liberalismus, Demokratie und die Idee der Einigung Deutschlands zu bekämpfen, standen jedoch starke ökonomische Zwänge entgegen. Aufgrund der Zweiteilung seines Staatsgebiets lag die wirtschaftliche Einigung Deutschlands nach 1815 in Preußens ureigenem Interesse. Es gehörte daher zu den treibenden Kräften des Deutschen Zollvereins, den es 1834 mitbegegründet hatte. Obwohl dieser kein Organ des Deutschen Bundes war, traten ihm dessen Mitgliedsstaaten im Laufe der Zeit fast alle bei, ausgenommen Österreich. Aufgrund dieses Erfolgs setzten die Befürworter der deutschen Einigung ihre Hoffnungen zunehmend auf Preußen, das Österreich als Führungsmacht des Bundes ablösen sollte. In der Tat nahm die wirtschaftliche Vereinigung Deutschlands durch den im Zollverein die politische durch die Reichsgründung von 1871 vorweg. Zunächst aber wurden die Hoffnungen enttäuscht, die der Regierungsantritt Friedrich Wilhelms IV. (1840–1861) bei Liberalen und Anhängern der deutschen Einheit geweckt hatte. Auch der neue König machte aus seiner Abneigung gegen eine Verfassung, einen gesamtpreußischen Landtag und die deutsche Einigung keinen Hehl.
Zwar wurde im Frühjahr 1847 der erste Vereinigte Landtag einberufen, da der große Finanzbedarf für den Bau der von den Militärs geforderten Ostbahn die Bewilligung von Etatmitteln aller Provinzen erforderte. Aber der König machte schon in seiner Eröffnungsrede unmissverständlich deutlich, dass er den Landtag nur als Instrument der Geldbewilligung ansah und dass er keine Verfassungsfragen erörtert sehen wollte. Da die Mehrheit des Landtags aber von Beginn an nicht nur das Etatbewilligungsrecht, sondern auch eine parlamentarische Kontrolle der Staatsfinanzen und eine Verfassung forderte, wurde das Gremium nach kurzer Zeit wieder aufgelöst. Preußen stand damit schon vor dem Ausbruch der Märzrevolution vor einem Verfassungskonflikt.
Nach den Volkserhebungen in Südwestdeutschland erreichte die Revolution am 18. März 1848 schließlich auch Berlin. Friedrich Wilhelm IV., der zunächst noch auf die Aufständischen hatte schießen lassen, ließ die Truppen aus der Stadt zurückziehen und schien sich nun den Forderungen der Revolutionäre zu beugen. Der Vereinigte Landtag trat noch einmal zusammen, um die Einberufung einer preußischen Nationalversammlung zu beschließen, die vom 22. Mai bis in den September 1848 in der Sing-Akademie zu Berlin tagte. Einen von der königlichen Regierung vorgelegten Verfassungsentwurf lehnte die Nationalversammlung ab und arbeitete stattdessen mit der Charte Waldeck einen eigenen Entwurf aus. Nach dem Erstarken der Gegenrevolution löste der König die Versammlung auf und oktroyierte dem Land eine Verfassung. Diese behielt zwar einige Punkte der Charte bei, stellte aber zentrale Vorrechte der Krone wieder her. Vor allem das in ihr festgeschriebene Dreiklassenwahlrecht prägte die politische Kultur Preußens bis 1918 entscheidend.
Gleichzeitig trat in Frankfurt am Main das erste gesamtdeutsche Parlament zusammen, das sich zunächst für einen großdeutschen Nationalstaat einsetzte, der auch die zum Deutschen Bund gehörigen Teile des Kaisertums Österreich einschließen sollte. Die Habsburgermonarchie lehnte dies jedoch ab, weil sie ihre bundeszugehörigen nicht von den übrigen Gebieten trennen wollte. Daher entschied sich das Parlament schließlich für die sogenannte kleindeutsche Lösung, d. h. für eine deutsche Einigung unter Preußens Führung. Demokratie und deutsche Einheit scheiterten aber 1849, da Friedrich Wilhelm IV. Kaiserkrone und Reichsverfassung ablehnte. Im Frühjahr 1849 ließ er die Revolution schließlich vom Militär niederschlagen.

#### Von der Revolution zum Deutschen Krieg (1849–1866)

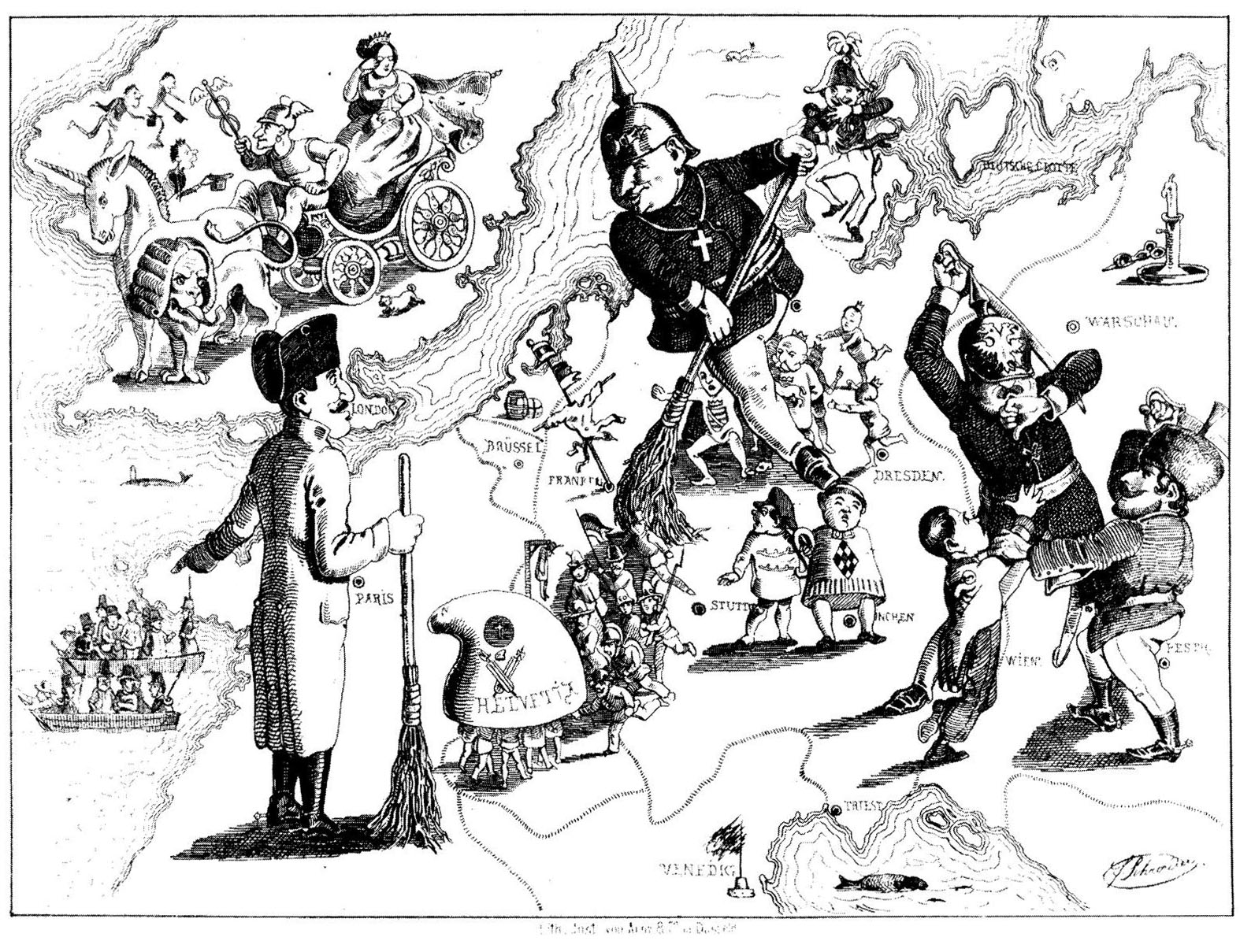
Rundgemälde von Europa im August MDCCCXLIX, politische Karikatur von Ferdinand Schröder in den Düsseldorfer Monatheften, 1849: Preußen, personifiziert als Militär mit Pickelhaube, „kehrt“ mit einem Reisigbesen die in die Schweiz fliehenden Teilnehmer der Deutschen Revolution aus Deutschland hinaus. Den Ort der Frankfurter Nationalversammlung markiert eine Vogelscheuche mit ausgefranstem schwarz-rot-goldenem Banner.

Die Herzogtümer Schleswig, Holstein und Lauenburg nach dem Deutsch-Dänischen Krieg 1864.

Noch während der Niederschlagung der Revolution unternahm Preußen einen erneuten Einigungsversuch, allerdings mit einem konservativeren Verfassungsentwurf und einer engeren Zusammenarbeit mit den Mittelstaaten. Unterdessen versuchte Österreich, ein Großösterreich durchzusetzen. Nachdem die politisch-diplomatische Auseinandersetzung zwischen den beiden deutschen Großmächten in der Herbstkrise 1850 beinahe zum Krieg geführt hatte, gab Preußen seine Erfurter Union endgültig auf. Der Deutsche Bund wurde fast unverändert wiederhergestellt.
Während der Reaktionsära arbeiteten Preußen und Österreich wieder eng zusammen, um demokratische und nationale Bewegungen niederzuhalten; die Gleichberechtigung wurde Preußen aber verweigert. Ansätze einer politischen Liberalisierung zeigten sich erst wieder in der sogenannten Neuen Ära. König Wilhelm I. bestieg 1861 den preußischen Thron. Mit Kriegsminister Roon strebte er eine Heeresreform an, die längere Dienstzeiten und eine Aufrüstung der preußischen Armee vorsah. Die liberale Mehrheit des Preußischen Landtags, dem das Budgetrecht zustand, wollte die dafür nötigen Gelder jedoch nicht bewilligen. Es kam zu einem Verfassungskonflikt, in dessen Verlauf der König seine Abdankung in Erwägung zog.
Als letzten Ausweg entschloss sich Wilhelm 1862, Otto von Bismarck als Ministerpräsidenten zu berufen. Dieser war ein vehementer Befürworter des königlichen Alleinherrschaftsanspruchs und regierte jahrelang in der Konfliktsperiode gegen Verfassung und Parlament und ohne gesetzlichen Haushalt. Aus der Erkenntnis heraus, dass die preußische Krone nur dann Rückhalt im Volk gewinnen könne, wenn sie sich an die Spitze der deutschen Einigungsbewegung setzte, verfolgte Bismarck eine offensive Politik, die schließlich zu den drei so genannten Einigungskriegen führte.
Der erste dieser Konflikte war der Deutsch-Dänische Krieg von 1864. Er wurde ausgelöst durch die Verabschiedung der dänischen Novemberverfassung von 1863. Mit ihr versuchte die Regierung in Kopenhagen, das Herzogtum Schleswig vom Herzogtum Holstein zu trennen und mit dem Königreich Dänemark zu verbinden. Das aber widersprach den Bestimmungen des Londoner Protokolls von 1852, das lediglich eine Personalunion zwischen den beiden vereinten Herzogtümern und dem Königreich vorsah. Der Deutsche Bund, zu dem Holstein gehörte, erklärte Dänemark den Krieg. Nach dem Sieg der Bundestruppen unter der gemeinsamen Führung Preußens und Österreichs musste die dänische Krone im Frieden von Wien auf die Herzogtümer Schleswig, Holstein und Lauenburg verzichten. Diese wurden von Preußen und Österreich zunächst gemeinsam verwaltet.
Bald nach Ende des Krieges brach zwischen Österreich und Preußen Streit um die Verwaltung und die Zukunft Schleswig-Holsteins aus. Die tiefere Ursache des Konflikts war jedoch das Ringen um die Vorherrschaft im Deutschen Bund. Preußen legte 1866 einen Bundesreformplan vor, der die 1848 gescheiterte kleindeutsche Lösung der deutschen Frage wieder aufgriff. Dem stellten sich Österreich und fast alle anderen deutschen Staaten entgegen. Auf Seiten Preußens traten nur einige norddeutsche und thüringische Kleinstaaten in den Krieg ein. Allerdings wurde es von außen durch das Königreich Italien unterstützt, das österreichische Kräfte band, etwa in der Schlacht bei Custozza und in der Seeschlacht von Lissa.
Im Deutschen Krieg errang Preußens Armee unter General Helmuth von Moltke am 3. Juli 1866 in der Schlacht von Königgrätz den entscheidenden Sieg. Im Prager Frieden vom 23. August 1866 konnte Preußen seine Forderungen durchsetzen: Österreich musste die Auflösung des Deutschen Bundes und das „engere Bundesverhältnis“ anerkennen, das Preußen mit den deutschen Staaten nördlich der Mainlinie einging. Durch umfangreiche Annexionen verleibte sich Preußen mehrere Mitgliedstaaten des aufgelösten Deutschen Bundes ein, darunter das Königreich Hannover. Unterdessen blieb Österreich auf Drängen Bismarcks und gegen den Widerstand König Wilhelms territorial unangetastet, was die spätere Annäherung zwischen ihm und dem Deutschen Reich erleichterte.

#### Norddeutscher Bund und Reichsgründung (1866–1871)

Preußen mit seinen Gebietsgewinnen aus dem Deutschen Krieg von 1866 (dunkelblau) in den Grenzen des Deutschen Reiches von 1871

Infolge des Deutschen Krieges vergrößerte Preußen seine Macht erheblich. Zunächst schloss es mit seinen Verbündeten am 18. August 1866 ein Verteidigungsbündnis, das die Gründung des Norddeutschen Bundes vorbereitete. Die Verfassung dieses Bundesstaats, die am 1. Juli 1867 in Kraft trat, wies das Bundespräsidium, also die Funktion des Staatsoberhaupts, dem König von Preußen zu.
Mit den Annexionen vom Oktober 1866 hatte sich Preußen die bereits im Krieg besetzen Gebiete offiziell einverleibt: das Königreich Hannover, das Kurfürstentum Hessen-Kassel, das Herzogtum Nassau, die Freie Stadt Frankfurt und nach Schleswig nun auch die von Österreich verwalteten Herzogtümer Holstein und Lauenburg. Fast ganz Norddeutschland bildete von da an ein geschlossenes preußisches Staatsgebiet. Darüber hinaus ging Preußen sogenannte Schutz- und Trutzbündnisse mit den ehemals gegnerischen süddeutschen Staaten Bayern, Württemberg und Baden ein. Davon ausgenommen waren nur Österreich und Liechtenstein.
Im Inneren beendete Bismarck den seit 1862 schwelenden preußischen Verfassungskonflikt durch das Indemnitätsgesetz. Es billigte dem preußischen Landtag nachträglich das Budgetbewilligungsrecht, Bismarck dagegen Straflosigkeit für sein nicht verfassungskonformes Regierungshandeln zu. Die rechten Liberalen, die späteren Nationalliberalen, unterstützten die Vorlage des Gesetzes und arbeiteten eng mit Bismarck zusammen. Die linken Liberalen verblieben in der Opposition. Ebenso spalteten sich die Konservativen an der Frage, ob man Bismarck und seine Politik unterstützen sollte.

Anteil der deutschen Muttersprache unter der Bevölkerung nach den Volkszählungen von 1905 und 1910

Preußens Politik gegenüber Österreich war nur möglich gewesen, weil Frankreich neutral blieb. Daher hatte Bismarck Napoleon III. mit vagen Versprechungen, Luxemburg eventuell Frankreich zu überlassen, dazu gebracht, diese Politik zu dulden. Nun sah sich Frankreich jedoch einem erstarkten Preußen gegenüber, das von den früheren territorialen Zusagen nichts mehr wissen wollte. Im Jahr 1870 eskalierte der Streit um die spanische Thronkandidatur des katholischen Hohenzollernprinzen Leopold von Hohenzollern-Sigmaringen. Frankreich erklärte Preußen den Krieg. Die süddeutschen Staaten Bayern, Württemberg, Baden und Hessen-Darmstadt traten an der Seite des Norddeutschen Bundes in den Krieg ein.
Nach dem raschen deutschen Sieg im Deutsch-Französischen Krieg und der darauf folgenden nationalen Begeisterung in ganz Deutschland sahen sich nun auch die süddeutschen Staaten gedrängt, dem Norddeutschen Bund beizutreten. Daraufhin erfolgte mit Wirkung vom 1. Januar 1871 die Gründung des Deutschen Reiches in der kleindeutschen Version, die schon von der Nationalversammlung 1848/49 als Einigungsmodell vorgesehen worden war. Die Verfassung des Deutschen Reichs sah wie die vorhergehenden des Norddeutschen Bundes den König von Preußen als Staatsoberhaupt vor. Wilhelm I. akzeptierte den von ihm ungeliebten Titel Deutscher Kaiser bei einer feierlichen Proklamation im Spiegelsaal des Schlosses von Versailles am 18. Januar, dem Krönungstag der preußischen Könige. Darum wurde später dieser Tag und nicht der 1. Januar als Reichsgründungstag begangen.

#### Im Deutschen Kaiserreich (1871–1914)

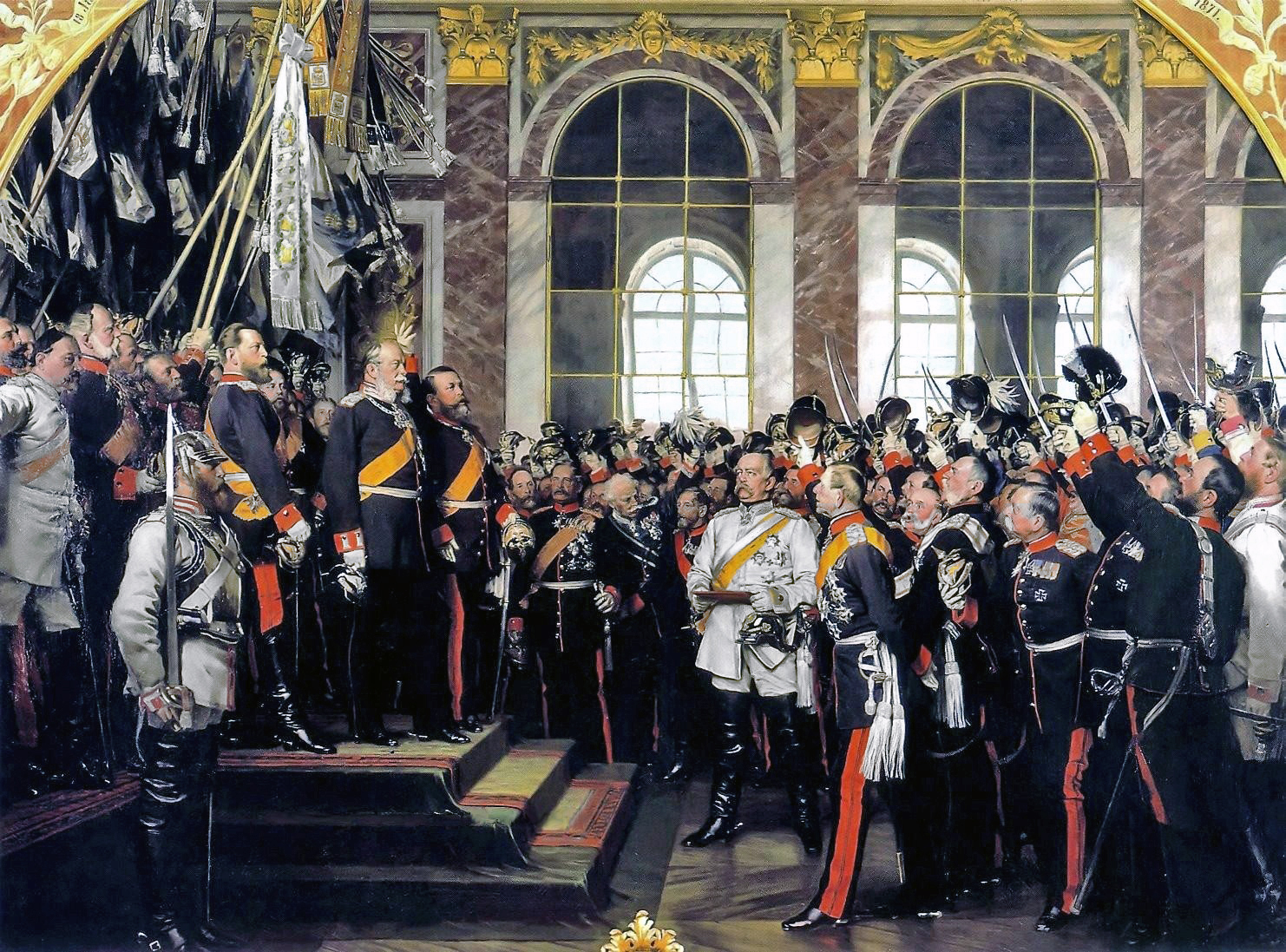
Die Proklamierung des deutschen Kaiserreiches (18. Januar 1871), Ölgemälde von Anton von Werner, 1885

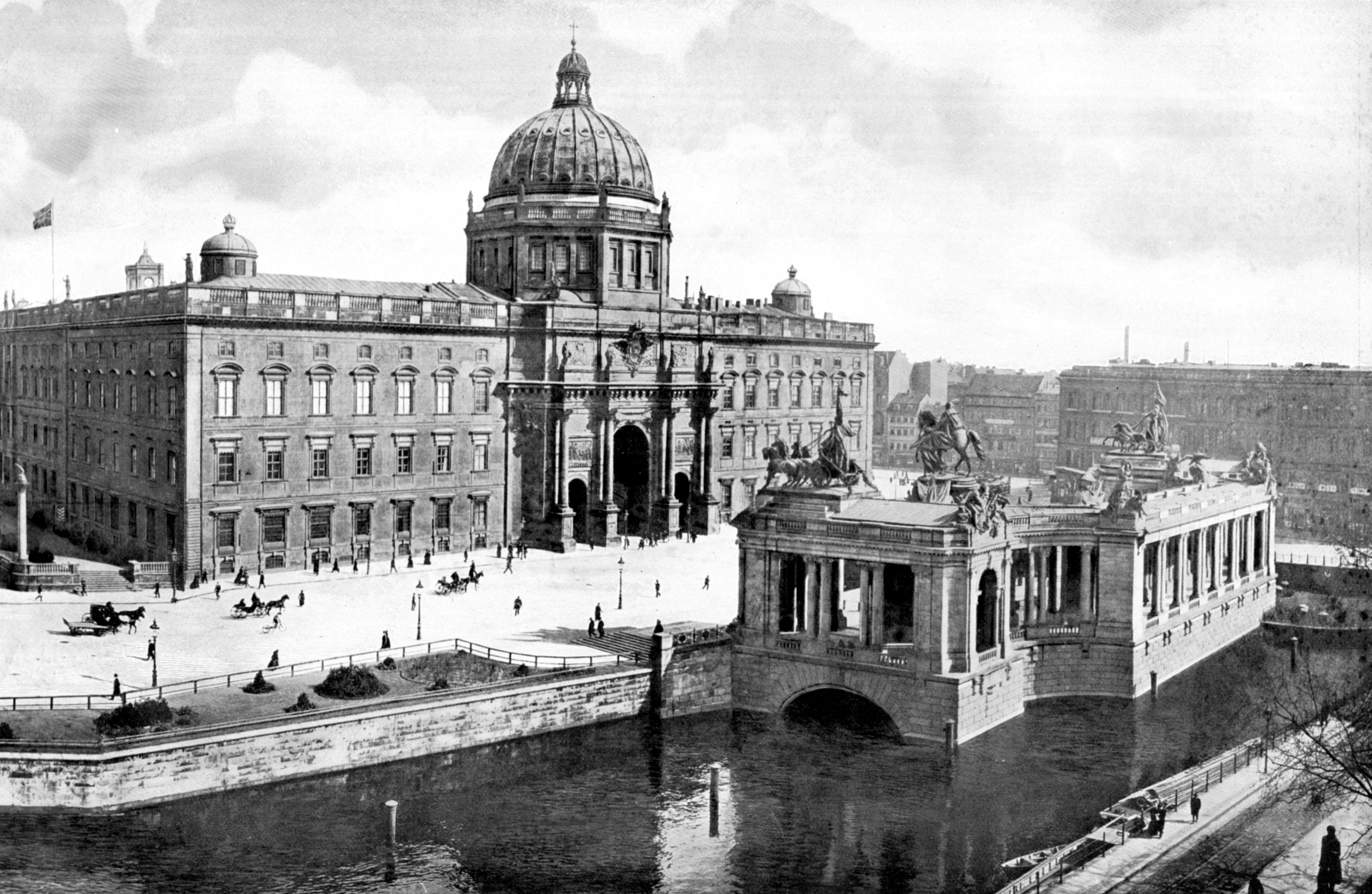
Berliner Schloss, Hauptresidenz der Hohenzollern

Preußen nahm 65 Prozent der Gesamtfläche des neu gegründeten Deutschen Reichs ein und stellte 62 Prozent seiner Bevölkerung. Laut seiner Verfassung war das Reich ein Fürstenbund, dessen Präsidium stets dem König von Preußen unter dem Titel Deutscher Kaiser zustand. Infolgedessen war auch der preußische Ministerpräsident in der Regel zugleich Reichskanzler, ausgenommen die kurzen Amtszeiten von Botho zu Eulenburg und Albrecht von Roon. Ebenso stützte sich die neue Reichsverwaltung wesentlich auf die bestehende preußische Verwaltung. Die Hegemonie Preußens über die anderen Mitgliedsstaaten zeigte sich auch darin, dass es im zentralen Verfassungsorgan, dem Bundesrat, über 17 von 58 Sitzen verfügte. Da für ein Veto dort nur 14 Stimmen erforderlich waren, konnte die preußische Regierung durch ihre Vertreter also jedes ihr nicht genehme Gesetz verhindern.
Deutsche und preußische Politik blieben von 1871 bis 1918 stets aufs engste miteinander verknüpft. Inwieweit aber Preußen damals in Deutschland aufging oder umgekehrt Deutschland von Preußen geprägt wurde, wird in der Forschung kontrovers diskutiert. Unstrittig haben die Wertschätzung alles Militärischen und die demokratischen Defizite in Preußen die politische Kultur Deutschlands negativ beeinflusst. Der für ganz Deutschland zuständige Reichstag wurde zwar nach dem allgemeinen und gleichen Männerwahlrecht bestimmt, hatte aber nur eingeschränkte Befugnisse. In den Wahlen zu den preußische Kommunalparlamenten und zum Preußischen Abgeordnetenhaus, der zweiten Kammer des Landtags wurden zudem die Wohlhabenden einseitig bevorteilt. Das Dreiklassenwahlrecht sah vor, dass die Stimmen öffentlich abgegeben und je nach der Steuerklasse des Wählers gewichtet wurden. Nach seinen Erfahrungen mit der liberalen Parlamentsmehrheit zu Beginn seiner Regierungszeit setzte Bismarck seit Ende der 1870er Jahre zunehmend auf Manipulationen der öffentlichen Meinung und des Wahlprozesses zugunsten der Konservativen und der zunehmend mächtigen ländlichen Agrarlobby, die es verstand, Reformen des Systems zu verhindern. Während die meisten anderen Länder des Reichs vor 1914 ihr Wahlrecht reformierten, blieb Preußen beim veralteten Dreiklassenwahlrecht.
Zwischen 1871 und 1887 führte Bismarck in Preußen zudem den sogenannten Kulturkampf, um den Einfluss des Katholizismus zurückzudrängen. Widerstände der katholischen Bevölkerungsteile und des Klerus, insbesondere in der Rheinprovinz und in den ehemals polnischen Gebieten, zwangen Bismarck aber dazu, die Auseinandersetzung ergebnislos zu beenden. In den mehrheitlich von Polen bewohnten östlichen Landesteilen Preußens ging der Kulturkampf mit dem Versuch einer Germanisierungspolitik einher.
Auf Wilhelm I. folgte im März 1888 der bereits schwer kranke Friedrich III., der nach einer Regierungszeit von nur 99 Tagen verstarb. Im Juni des „Drei-Kaiser-Jahres“ bestieg Wilhelm II. den Thron. Er entließ 1890 Bismarck und bestimmte die Politik Preußens und des Reiches von da an weitgehend selbst.

#### Erster Weltkrieg und Ende des Königreichs (1914–1918)
Während des Ersten Weltkriegs überließen sowohl der Kaiser als auch die Reichsregierung die Richtlinienkompetenz weitgehend der Obersten Heeresleitung unter den Generälen Hindenburg und Ludendorff. Je länger der Krieg dauerte, desto stärker schwanden sowohl die Popularität des Kaisers als auch die öffentliche Unterstützung für die Kriegsanstrengungen. Dem suchte Wilhelm II. unter anderem durch die Osterbotschaft von 1917 entgegenzuwirken, in der er eine Reform, nicht aber die gänzliche Abschaffung des Dreiklassenwahlrechts in Aussicht stellte. Die Erklärung machte entsprechend wenig Eindruck, und als US-Präsident Woodrow Wilson im Oktober 1918 in mehreren Antwortnoten auf das deutsche Waffenstillstandsgesuch verklausuliert die Abdankung des Kaisers forderte, verlor dieser den letzten Rückhalt in der Bevölkerung.
Anfang November 1918 kam es in der aus der Preußischen Marine hervorgegangenen deutschen Hochseeflotte zu einem Matrosenaufstand, der sich innerhalb weniger Tage zur Novemberrevolution entwickelte. Ausgehend vom Kriegshafen Kiel griff sie auf alle großen, zumeist preußischen Küstenstädte über und erfasste am Morgen des 9. November auch Berlin. Die revolutionäre Lage in der Hauptstadt wurde durch die zögerliche Haltung des Kaisers noch verschärft. Um die Monarchie als Staatsform zu retten, hatten sich Reichskanzler Max von Baden und der SPD-Vorsitzende Friedrich Ebert, dessen Partei seit wenigen Tagen an der Regierung beteiligt war, auf die Notwendigkeit des Thronverzichts Wilhelms II. geeinigt. Der Kaiser, der sich damals im deutschen Hauptquartier im belgischen Spa aufhielt, zögerte die Entscheidung aber hinaus und erwog zunächst, nur als Deutscher Kaiser, nicht aber als König von Preußen abzudanken. Dies war aber nach der Reichsverfassung, die beide Ämter fest miteinander verknüpfte, unmöglich. Daher gab Max von Baden gegen Mittag des 9. November die Abdankung Wilhelms II. als Kaiser und König bekannt, ohne dessen Zustimmung abzuwarten. Zugleich übertrug er das Amt des Reichskanzlers auf Friedrich Ebert.
Auf die Demonstranten, die seit dem frühen Morgen ins Berliner Stadtzentrum strömten, machte all dies jedoch keinen Eindruck mehr. Kurz nach Mittag erfuhr Philipp Scheidemann, der Vertreter der SPD in der Reichsleitung, dass der bekannte Kriegsgegner und Mitbegründer des Spartakusbundes Karl Liebknecht die Proklamierung einer „freien sozialistischen Republik Deutschland“ plante. Um ihm zuvorzukommen und die Initiative für die SPD zu behalten, trat Scheidemann kurzentschlossen an ein Fenster des Reichstagsgebäudes, um seinerseits die „Deutsche Republik“ auszurufen. Dies war das faktische Ende der Monarchie in Preußen und Deutschland. Am 28. November erklärte Wilhelm II. vom niederländischen Exil aus auch formell seinen Thronverzicht. Die preußische Königskrone befindet sich heute auf der Burg Hohenzollern bei Hechingen.
Die königliche Regierung des Landes, das Preußische Staatsministerium blieb noch bis zum 12. November 1918 im Amt, als es durch ein aus SPD und USPD gebildetes Revolutionskabinett ersetzt wurde. Dieses löste am 14. November die beiden Kammern des Preußischen Landtags, das Herrenhaus und das Abgeordnetenhaus, auf. Am 26. Januar 1919 fanden allgemeine, gleiche und geheime Wahlen zu einer verfassunggebenden Versammlung statt, die den republikanischen Freistaat Preußen begründete.

### Freistaat Preußen
Mit der Ausrufung der Republik in Deutschland wurde Preußen zu einem Freistaat, der fast während der gesamten Zeit der Weimarer Republik einen stabilisierenden Faktor der Demokratie darstellte. Mit der Absetzung seiner Landesregierung im Jahr 1932 verlor Preußen jedoch seine Eigenständigkeit. Seine staatlichen Institutionen blieben bis 1945 weitgehend mit denen des Reiches verschmolzen.

#### In der Weimarer Republik (1918–1933)

Flagge des Freistaates Preußen

Preußen nach dem Ersten Weltkrieg (dunkelblau)

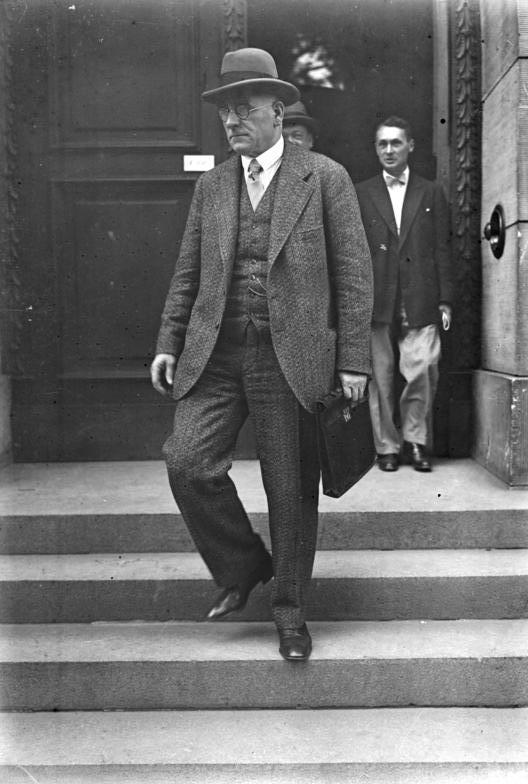
Otto Braun, der sozialdemokratische Ministerpräsident des Freistaates Preußen von 1921 bis 1932

Die im Januar 1919 nach demokratischen Prinzipien gewählte Preußische Landesversammlung konstituierte sich am 13. März 1919 und erließ bereits am 20. März das „Gesetz zur vorläufigen Ordnung der Staatsgewalt in Preußen“. Die Verabschiedung einer endgültigen, neuen Preußischen Verfassung, die das Land zu einem Freistaat innerhalb des Reichsverbands erklärte, verzögerte sich jedoch bis zum 30. November 1920. Ein Grund dafür war die Reichsreform-Debatte, in der es darum ging, die weiterhin bestehende Dominanz Preußens im Reich durch eine mögliche Neugliederung der Länder abzubauen. Verschiedene Reformvorschläge, etwa die 1928 vorgestellte Reichsland-Lösung, scheiterten jedoch, so dass Preußen weiterhin als Gesamtstaat bestehen blieb.
Allerdings betrafen die im Friedensvertrag von Versailles festgelegten Gebietsabtretungen Deutschlands – bis auf das nach dem Deutsch-Französischen Krieg gebildete Reichsland Elsass-Lothringen und Teile der bayerischen Pfalz – ausschließlich preußisches Territorium: Eupen-Malmedy ging an Belgien, Nordschleswig an Dänemark, das Hultschiner Ländchen an die Tschechoslowakei. Das für 15 Jahre dem Völkerbund unterstellte Saargebiet wurde überwiegend aus preußischen Gebietsteilen gebildet. Große Teile der Gebiete von Westpreußen und Posen, die Preußen im Rahmen der Teilungen Polens erhalten hatte, sowie Ost-Oberschlesien gingen an Polen. Danzig wurde Freie Stadt, ebenfalls als Völkerbund-Mandat, und das Memelland kam unter Alliierte Verwaltung. Wie schon vor den polnischen Teilungen war Ostpreußen von den übrigen Landesteilen durch polnisches Gebiet getrennt. Als Schiffsverbindung wurde der Seedienst Ostpreußen eingerichtet. Ansonsten war die Provinz vom Reichsgebiet aus auf dem Luftweg oder über eine international garantierte Bahnverbindung durch den Polnischen Korridor erreichbar.
Preußen erfuhr in der Zeit der Weimarer Republik aber auch einen kleinen Gebietszuwachs durch die Angliederung des Freistaats Waldeck. Dieser Kleinstaat hatte bereits 1868 durch einen Akzessionsvertrag einen Teil seiner Hoheitsrechte an Preußen abgetreten. Nach einer Volksabstimmung kam 1921 zunächst der Waldecker Kreis Pyrmont zur preußischen Provinz Hannover. Die Kündigung des Akzessionsvertrages durch Preußen fünf Jahre später führte zu großen Finanzproblemen im verbliebenen Teil Waldecks, der schließlich 1929 in die preußische Provinz Hessen-Nassau eingegliedert wurde.
Von 1919 bis 1932 regierten in Preußen Regierungen der Weimarer Koalition (SPD, Zentrum und DDP), 1921 bis 1925 um die DVP erweitert. Anders als in einigen anderen Ländern des Reichs, war die Mehrheit der demokratischen Parteien bei Wahlen in Preußen bis 1932 nicht gefährdet. Der von 1920 bis 1932 fast ununterbrochen regierende Ostpreuße Otto Braun, der bis heute als einer der fähigsten sozialdemokratischen Politiker der Weimarer Republik gilt, verwirklichte zusammen mit seinem Innenminister Carl Severing mehrere zukunftsweisende Reformen, die später für die Bundesrepublik beispielgebend waren. Dazu gehörte das Konstruktive Misstrauensvotum, das die Abwahl des Ministerpräsidenten nur dann ermöglichte, wenn gleichzeitig ein neuer Ministerpräsident gewählt wurde. Auf diese Weise konnte die Preußische Landesregierung so lange im Amt bleiben, wie sich im Landtag keine positive Mehrheit bildete, also eine Mehrheit derjenigen Oppositionsparteien, die auch wirklich zusammenarbeiten wollten.
Auch die Landtagswahl vom 24. April 1932 brachte keine positive Mehrheit zustande, da die radikalen Parteien KPD und NSDAP zusammen mehr Mandate erhielten als alle übrigen Parteien zusammen. Weil im Parlament keine regierungsfähige Koalition zustande kam, blieb die Regierung Braun weiter geschäftsführend im Amt. Dies nutze Reichskanzler Franz von Papen zum „Preußenschlag“. Mit diesem schon länger vorbereiteten Staatsstreich setzte die Reichsregierung am 20. Juli 1932 per Verordnung die preußische Landesregierung unter dem Vorwand ab, sie habe die Kontrolle über die öffentliche Ordnung verloren (siehe auch: Altonaer Blutsonntag). Vom Großteil des Staatsapparats begrüßt, übernahm Papen als Reichskommissar selbst die Macht in Preußen, das bis dahin „zu einem gewissen Grad […] seiner Rolle als Bollwerk der Weimarer Demokratie gerecht werden“ konnte. Die Absetzung der wichtigsten demokratisch gesinnten Landesregierung erleichterte entscheidend die Machtübernahme Adolf Hitlers ein halbes Jahr später. Den Nationalsozialisten standen dadurch von Anfang an die Machtmittel der preußischen Regierung – vor allem der Polizeiapparat – zur Verfügung.
| Jahr                                                                                 | 1919 | 1919  | 1921 | 1921  | 1924 | 1924  | 1928 | 1928  | 1932 | 1932  | 1933 | 1933  |
| ------------------------------------------------------------------------------------ | ---- | ----- | ---- | ----- | ---- | ----- | ---- | ----- | ---- | ----- | ---- | ----- |
| Partei                                                                               | %    | Sitze | %    | Sitze | %    | Sitze | %    | Sitze | %    | Sitze | %    | Sitze |
| SPD                                                                                  | 36,4 | 145   | 25,9 | 109   | 24,9 | 114   | 29,0 | 137   | 21,2 | 94    | 16,6 | 80    |
| Zentrum                                                                              | 22,3 | 94    | 17,9 | 76    | 17,6 | 81    | 15,2 | 71    | 15,3 | 67    | 14,1 | 68    |
| DDP/DStP                                                                             | 16,2 | 65    | 5,9  | 26    | 5,9  | 27    | 4,4  | 21    | 1,5  | 2     | 0,7  | 3     |
| DNVP                                                                                 | 11,2 | 48    | 18,0 | 76    | 23,7 | 109   | 17,4 | 82    | 6,9  | 31    | 8,9  | 43    |
| USPD                                                                                 | 7,4  | 24    | 6,4  | 27    |      |       |      |       |      |       |      |       |
| DVP                                                                                  | 5,7  | 23    | 14,0 | 59    | 9,8  | 45    | 8,5  | 40    | 1,5  | 7     | 1,0  | 3     |
| DHP                                                                                  | 0,5  | 2     | 2,4  | 11    | 1,4  | 6     | 1,0  | 4     | 0,3  | 1     | 0,2  | 2     |
| SHBLD                                                                                | 0,4  | 1     |      |       |      |       |      |       |      |       |      |       |
| KPD                                                                                  |      |       | 7,5  | 31    | 9,6  | 44    | 11,9 | 56    | 12,3 | 57    | 13,2 | 63    |
| WP                                                                                   |      |       | 1,2  | 4     | 2,4  | 11    | 4,5  | 21    |      |       |      |       |
| Polen                                                                                |      |       | 0,4  | 2     | 0,4  | 2     |      |       |      |       |      |       |
| NSFP                                                                                 |      |       |      |       | 2,5  | 11    |      |       |      |       |      |       |
| NSDAP                                                                                |      |       |      |       |      |       | 1,8  | 6     | 36,3 | 162   | 43,2 | 211   |
| CNBL                                                                                 |      |       |      |       |      |       | 1,5  | 8     |      |       |      |       |
| VRP                                                                                  |      |       |      |       |      |       | 1,2  | 2     |      |       |      |       |
| DVFP                                                                                 |      |       |      |       |      |       | 1,1  | 2     |      |       |      |       |
| CSVD                                                                                 |      |       |      |       |      |       |      |       | 1,2  | 2     | 0,9  | 3     |
| An 100 % fehlende Stimmen entfielen auf nicht im Parlament vertretene Gruppierungen. |      |       |      |       |      |       |      |       |      |       |      |       |

#### Im NS-Staat (1933–1945)
Nach der Ernennung Hitlers zum Reichskanzler wurde Hermann Göring Reichskommissar für das preußische Innenministerium. Damit stand den Nationalsozialisten bei ihrer Machtübernahme die Exekutivgewalt der preußischen Landesregierung zur Verfügung. Wenige Wochen später, am 21. März 1933, fand der sogenannte Tag von Potsdam statt. Dabei wurde der am 5. März neugewählte Reichstag in Anwesenheit des Reichspräsidenten Paul von Hindenburg symbolträchtig in der Potsdamer Garnisonkirche eröffnet, der Grabstätte der preußischen Könige. Die propagandistische Veranstaltung, in der Hitler und die NSDAP „die Vermählung des alten Preußen mit dem jungen Deutschland“ feierten, sollte preußisch-monarchistische und deutschnationale Kreise für den nationalsozialistischen Staat gewinnen und die bürgerlichen Parteien im Reichstag zur Zustimmung zum Ermächtigungsgesetz bewegen, was zwei Tage später gelang.
Seit 1933 schuf die Reichsregierung durch Gleichschaltungsgesetze den nationalsozialistischen Einheitsstaat. Das Reichsstatthaltergesetz vom 7. April 1933 und das Gesetz über den Neuaufbau des Reichs vom 30. Januar 1934 lösten die Länder zwar nicht formell auf, beraubten sie aber ihrer Eigenständigkeit. Alle Landesregierungen wurden der Kontrolle durch Reichsstatthalter unterstellt. Eine Ausnahme davon bildete Preußen, wo laut Gesetz der Reichskanzler selbst die „Rechte des Reichsstatthalters“ wahrnehmen sollte. Die Ausübung dieser Rechte übertrug Hitler aber bereits am 10. April 1933 per Erlass dem preußischen Ministerpräsidenten Göring. Parallel dazu gewannen die (Partei-)Gaue zunehmend an Bedeutung für die Umsetzung der nationalen Politik auf regionaler Ebene. Die Gauleiter wurden von Hitler in seiner Eigenschaft als Führer der NSDAP ernannt. In Preußen ging diese anti-föderalistische Politik noch weiter: Seit 1934 wurden nahezu alle seine Landes- mit den entsprechenden Reichsministerien zusammengelegt. Nur das preußische Finanzministerium, die Archivverwaltung und wenige andere Landesbehörden blieben bis 1945 eigenständig.
Die räumliche Ausdehnung Preußens veränderte sich zwischen 1933 und 1945 kaum. Im Zuge des Groß-Hamburg-Gesetzes fanden noch kleinere Gebietsveränderungen statt. Preußen wurde am 1. April 1937 unter anderem um die bis dahin Freie und Hansestadt Lübeck erweitert. Die im Zweiten Weltkrieg annektierten polnischen, vormals preußischen, Gebiete wurden überwiegend nicht in das angrenzende Preußen eingegliedert, sondern sogenannten Reichsgauen zugeteilt.
Am 8. Mai 1945 endete der Zweite Weltkrieg in Europa. Mit der anschließenden Besetzung des Sonderbereichs Mürwik am 23. Mai war auch die preußische Provinz Schleswig-Holstein gänzlich besetzt und die im Sonderbereich befindliche letzte Reichsregierung wurde verhaftet.

### Das Ende Preußens (1945–1947)
Nach dem Ende der nationalsozialistischen Herrschaft war Deutschland in Besatzungszonen aufgeteilt und seine Ostgebiete jenseits der neu errichteten Oder-Neiße-Grenze (einschließlich des historischen Preußen) Polen und der Sowjetunion eingegliedert. Damit hörte der Staat Preußen 1945 de facto auf zu bestehen. De jure existierte er noch bis zu seiner formellen Auflösung durch das Kontrollratsgesetz Nr. 46 vom 25. Februar 1947. In ihm stellte der Alliierte Kontrollrat fest:

„Der Staat Preußen, der seit jeher Träger des Militarismus und der Reaktion in Deutschland gewesen ist, hat in Wirklichkeit zu bestehen aufgehört. Geleitet von dem Interesse an der Aufrechterhaltung des Friedens und der Sicherheit der Völker und erfüllt von dem Wunsche, die weitere Wiederherstellung des politischen Lebens in Deutschland auf demokratischer Grundlage zu sichern, erlässt der Kontrollrat das folgende Gesetz:
Artikel 1
Der Staat Preußen, seine Zentralregierung und alle nachgeordneten Behörden werden hiermit aufgelöst.“

Schon vor Erlass dieses Gesetzes waren in den westlichen Besatzungszonen auf bis dahin preußischem Gebiet flächendeckend Länder gebildet worden. Nach dem Kontrollratsbeschluss schritt die Auflösung Preußens auch in der sowjetischen Besatzungszone fort: Die bis dahin nur noch als Verwaltungseinheiten existierenden Provinzen Sachsen(-Anhalt) und Brandenburg wurden in Länder umgewandelt, und der Zusatz „Vorpommern“ wurde aus dem Namen des Landes Mecklenburg-Vorpommern 1947 entfernt, so dass im amtlichen Sprachgebrauch z. B. Greifswalder „Mecklenburger“ genannt wurden. Auf dieselbe Weise wurden Bewohner der vormals niederschlesischen Oberlausitz zu „Sachsen“. Zugleich galt in der SBZ und später in der DDR die Benutzung der Begriffe „Pommern“ und „Schlesien“ für die deutsch gebliebenen Teile dieser ehemaligen preußischen Provinzen offiziell als unerwünscht.

## Weiterführung preußischer Traditionen
Die deutschen Länder auf dem früheren Staatsgebiet des Freistaats Preußen sind in rechtlicher, insbesondere staats- und völkerrechtlicher Hinsicht Nachfolgestaaten Preußens. So ist zum Beispiel das Land Nordrhein-Westfalen an das Konkordat gebunden, das der Freistaat Preußen mit dem Heiligen Stuhl abgeschlossen hat.
Trotz seiner Auflösung im Jahre 1947 blieben viele Aspekte Preußens bis heute im Alltagsleben, in der Kultur oder im Sport und selbst in Namensbezeichnungen erhalten.

### Im Bund
- Die Bundesrepublik Deutschland ist nach herrschender Auffassung als Völkerrechtssubjekt identisch mit dem von Preußen initiierten und dominierten Bundesstaat, der 1867 unter dem Namen Norddeutscher Bund gegründet und 1871 zum Deutschen Reich erweitert wurde.
- Preußens Hauptstadt Berlin wurde 1871 zugleich Hauptstadt des neu gegründeten Kaiserreiches. In dieser Tradition steht der Hauptstadtbeschluss von 1991, der Berlin zur Bundeshauptstadt des wiedervereinigten Deutschland, der „Berliner Republik“, bestimmte. Mehrere Bundesinstitutionen nutzen Gebäude früherer preußischer Einrichtungen, der Bundesrat zum Beispiel das ehemals dem Preußischen Herrenhaus dienende Bundesratsgebäude. Der Bundespräsident hat seinen ersten Amtssitz im Schloss Bellevue, dem ersten klassizistischen Bau Preußens.[36] Als Mittelschild des Reichswappens ist im Giebel über dem Haupteingang des Reichstagsgebäudes das preußische Staatswappen abgebildet.
- Das im Grundgesetz der Bundesrepublik Deutschland verankerte konstruktive Misstrauensvotum, das die Abwahl des Regierungschefs nur bei gleichzeitiger Neuwahl eines Nachfolgers zulässt, geht direkt auf eine Verfassungsregelung des Freistaats Preußen zurück.
- Die preußische Kriegsauszeichnung des Eisernen Kreuzes ist in modifizierter Form das Symbol der Bundeswehr.
- In die Tradition des 1. Garde-Regiments zu Fuß, das 1806 als Leibregiment des Königs von Preußen eingeführt worden war, ist das Wachbataillon beim Bundesministerium der Verteidigung eingetreten.
- Im Rahmen von Staatsbesuchen wird bei dem Empfang mit militärischen Ehren und dem Abschreiten der Front der Ehrenformation des Wachbataillons beim Bundesministerium der Verteidigung als regelmäßiger Teil des diplomatischen Protokolls des Bundes der Präsentiermarsch Friedrich Wilhelms III. gespielt.[37]
- Der insbesondere bei der Verabschiedung von Bundespräsidenten, Bundeskanzlern, Bundesverteidigungsministern und hohen Militärs gespielte Große Zapfenstreich der Bundeswehr setzt sich weitgehend aus traditionellen Elementen preußischer Militärmusik zusammen.
- Der Polizeistern, das Emblem der Bundespolizei und der Feldjäger der Bundeswehr, leitet sich vom preußischen Gardestern ab, der auf den achtstrahligen Bruststern des schwarzen Adlerordens zurückging. Zu finden ist der Gardestern auch auf Schellenbäumen von Bundeswehr-Musikkorps.
- Im Jahr 2002 schlug der damalige brandenburgische Sozialminister Alwin Ziel vor, das geplante neue Bundesland Berlin-Brandenburg „Preußen“ zu nennen.

### In den Ländern
- Das Landeswappen Sachsen-Anhalts zeigt u. a. den Preußischen Adler.
- Das große Wappen Baden-Württembergs enthält das Hauswappen der Hohenzollern.
- Das preußische Regierungs- und Verwaltungsmodell war maßgeblich für eine Vielzahl politischer Institutionen auf Länderebene und drückt sich noch heute in Bezeichnungen wie Ministerpräsident, Regierungsbezirk, Landrat und Kreis aus. Die heutigen nordrhein-westfälischen Landschaftsverbände gehen auf die preußischen Provinzialverbände zurück.
- Der Landschaftsverband Rheinland in Nordrhein-Westfalen führt – in Fortsetzung der Tradition der Rheinprovinz und ihres Provinzialverbandes – im oberen Teil seines Verbandswappens ebenfalls den Preußischen Adler.
- Die Länder auf dem früheren Staatsgebiet des Freistaats Preußen sind in rechtlicher, insbesondere staats- und völkerrechtlicher Hinsicht Nachfolgestaaten Preußens. Nordrhein-Westfalen, der größte Nachfolgestaat Preußens,[38] pflegt seine preußische Geschichts- und Erinnerungskultur in Form der Preußen-Museen Wesel und Minden.

### In den Kirchen
- Die Union Evangelischer Kirchen ist hervorgegangen aus der Evangelischen Kirche der Union, einem Kirchenbund der altpreußischen evangelischen Landeskirchen, d. h. der Kirchen, deren Gebiet bereits vor 1866 zu Preußen gehörte.

### In Kultur und Bildung
- Die von Bund und Ländern getragene Stiftung Preußischer Kulturbesitz fasst seit 1957 Museen, Sammlungen, Bibliotheken, Archive und andere Kulturgüter des früheren preußischen Staates zusammen. Sie betreut damit einen der größten und universellsten Sammlungskomplexe der Welt, zu dem auch die Museumsinsel in Berlin gehört.
- Die Stiftung Preußische Schlösser und Gärten Berlin-Brandenburg (SPSG) verwaltet über 20 Schlösser und Gärten aus der preußischen Zeit sowie weite Teile des Weltkulturerbes Potsdamer Schlösserlandschaft und das Schloss Charlottenburg.
- Die Stiftung Preußische Seehandlung vergibt u. a. Stipendien für Schriftsteller aus Osteuropa, unterstützt Forschungsprojekte und Buchveröffentlichungen, gibt Ankaufhilfen für Berliner Museen und verleiht jährlich den Berliner Theaterpreis.
- Viele Hochschulen und Akademien, die seit dem 16. Jahrhundert durch Brandenburg und Preußen gegründet oder wieder gegründet wurden, bestehen bis heute, darunter die Brandenburgische Universität Frankfurt, die Albertus-Universität Königsberg (1544, heute Baltische Föderale Universität Immanuel Kant), die Friedrichs-Universität Halle (1694), die Preußische Akademie der Künste (1694/1696, heute Akademie der Künste und Universität der Künste Berlin), die Berliner Bauakademie (1799, zusammengelegt mit dem Gewerbeinstitut Berlin von 1821 ab 1879 Königlich Technische Hochschule Charlottenburg, heute Technische Universität Berlin), die Universität zu Berlin (1809, ihr inkorporiert die Bergakademie Berlin von 1770), die Schlesische Friedrich-Wilhelms-Universität (1811), die Rheinische Friedrich-Wilhelms-Universität Bonn (1818), die Kunstakademie Düsseldorf (1819), die Rheinisch-Westfälische Technische Hochschule Aachen (1870), die Königlich Technische Hochschule Hannover (1879, heute die Gottfried Wilhelm Leibniz Universität Hannover), die Westfälische Wilhelms-Universität (1902), die Technische Hochschule Danzig (1904) und die Universität zu Köln (1919).

### Im Sport
- Vereinsname (deutsch): z. B. Preußen Münster oder BFC Preussen
- Vereinsname (lateinisch): z. B. Borussia Dortmund, Borussia Mönchengladbach, Borussia Neunkirchen, Tennis Borussia Berlin, Borussia Düsseldorf oder Borussia Fulda
- Darüber hinaus sind die deutschen Fußballnationalmannschaften und viele andere Sportler meistens in den preußischen Landesfarben Schwarz und Weiß gekleidet.

### In Orts- und anderen Namen
- Stadt Preußisch Oldendorf im Kreis Minden-Lübbecke
- Ortschaft Preußisch Ströhen (Stadtteil der Stadt Rahden) im Kreis Minden-Lübbecke
- Bahnhof Preußen in Horstmar nebst Bahnstrecke Preußen–Münster sowie ehemalige Zeche Preußen und Preußenhafen in Lünen, Nähe Dortmund
- Studentenverbindung Borussia
- Die Preußische Treuhand GmbH & Co. KGaA ist ein Unternehmen, das sich die Durchsetzung von Eigentumsansprüchen von Bewohnern ehemaliger Ostgebiete des Deutschen Reiches zum Ziel gesetzt hat und die möglichen Eigentumsansprüche einzelner Vertriebener juristisch klären und durchsetzen will.
- PreussenElektra, ein 1927 gegründetes Energieversorgungsunternehmen, das im Jahr 2000 zu E.ON Energie wurde.

### In den Chilenischen Streitkräften

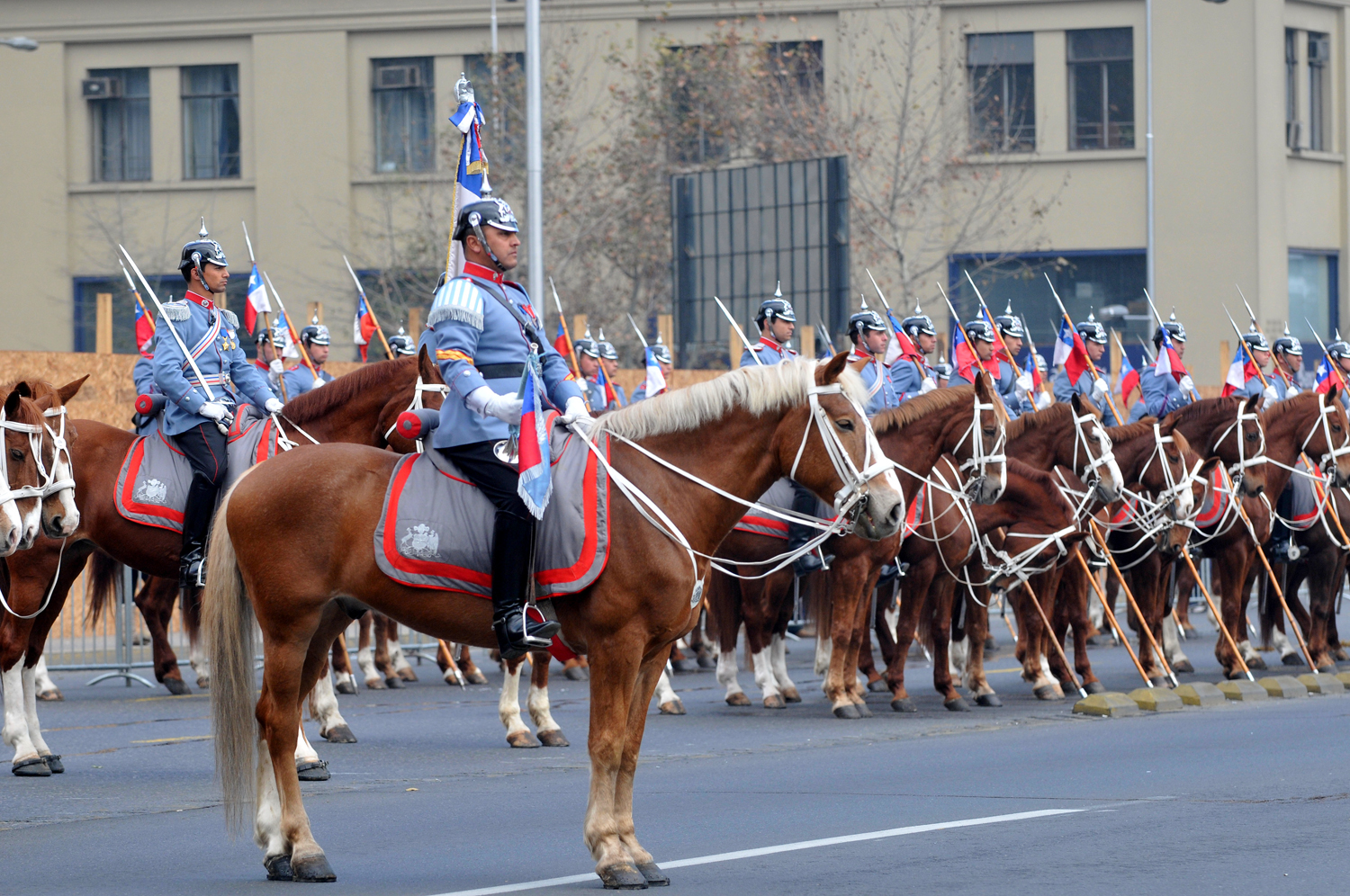
Chilenische Präsidentengarde (Grenadiere zu Pferd) in ihren seit 2011 erneut verwendeten klassischen preußischen Dragoneruniformen

Die Streitkräfte Chiles übernahmen zahlreiche preußische Militärtraditionen, nachdem sie nach dem Salpeterkrieg deutsche Militärberater ins Land geholt hatten. Der bedeutendste Reformer der chilenischen Armee war der preußische Hauptmann Emil Körner, der die Militärmission seit 1885 leitete und ab 1900 bis zu seiner Pensionierung zehn Jahre lang als Oberbefehlshaber des chilenischen Heeres amtierte. Der Umbau der chilenischen Armee nach deutschem Vorbild wird „Prussianisierung“ (span.: prusianización) genannt. Zu den auffälligsten Zeichen gehören die 1903 eingeführte und bis heute gepflegte Uniformierung von Heer und Marine sehr eng nach preußischem Modell mit Pickelhaube und Krätzchen, das komplett übernommene preußische Exerzierreglement mit Stechschritt und Paradebusch sowie etliche ins Spanische übersetzte militärische Lieder und Märsche der Armeemarschsammlung.

### Im Wortschatz
- Das Pigment Berliner Blau ist auch als Preußisch Blau bekannt.
- Der Cyanwasserstoff ist auch als Blausäure bekannt, aber die entsprechende polnische Bezeichnung ist kwas pruski (Preußische Säure)
- Die englische Bezeichnung für die Fichte, spruce, wird auf das polnische z Prus („aus Preußen“) zurückgeführt.

## Erinnerungskultur

10-Euro-Gedenkmünze 2012 an Friedrich II.

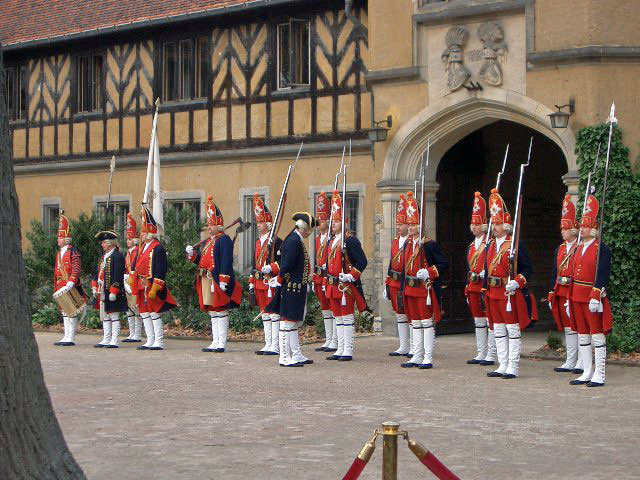
Amateure in den Uniformen der Langen Kerls, 2004 vor dem Schloss Cecilienhof

Die Erinnerung an den Preußen wird in zahlreichen Publikationen, Filmen und Dokumentationen, in Veranstaltungen und historischen Ausstellungen aber auch in speziell dafür eingerichteten Museen gepflegt, etwa im Preußen-Museum Minden, im Preußen-Museum Wesel und im Brandenburg-Preußen Museum in Wustrau. Auch in vielen deutschen Stadtbildern ist Preußen nach wie vor präsent, beispielsweise durch Straßennamen oder durch Denkmäler, die meist vor 1918 für einzelne preußische Monarchen und Persönlichkeiten wie Bismarck oder zum Gedenken an Kriege und andere Ereignisse errichtet wurden.
1981 fand in Berlin und Potsdam die vielbeachtete Ausstellung Preußen – Versuch einer Bilanz, die eine regelrechte Preußenrenaissance auslöste, statt.
In der staatlichen Erinnerungskultur spielt die Person Friedrichs II. eine herausgehobene Rolle. So wurden 1991 unter offizieller Beteiligung des Bundeskanzlers die Gebeine des Königs von der Burg Hohenzollern, wo sie nach 1945 aufbewahrt worden waren, nach Schloss Sanssouci überführt. Zu seinem 300. Geburtstag 2012 fanden öffentliche Feierlichkeiten statt und es erschien eine 10-Euro-Münze ihm zu Ehren. Bereits 2001 hatte eine Feier an die Krönung seines Großvaters, des ersten preußischen Königs, stattgefunden.
Die Erinnerung wird auch von Printmedien und vom Fernsehen gepflegt, so in den mehrteiligen Fernsehfilmen Sachsens Glanz und Preußens Gloria (1985) und in Der Thronfolger (1980).
Die Bundeswehr knüpft in zeremoniellen Anlässen wie dem Großen Zapfenstreich an militärischen Traditionen Preußens an. Diese werden zudem in Vereinen wachgehalten, die Reenactments veranstalteten, so z. B. die Darstellung der Potsdamer Langen Kerls anlässlich des Besuchs der Königin Elisabeth II. im Jahre 2004 auf Schloss Cecilienhof.

## Merkmale

Stammwappen der Hohenzollern

### Besonderheiten des preußischen Staatswesens
Die Staatswerdung Preußens unterscheidet sich deutlich von der anderer europäischer Mächte wie Frankreich oder England. Der Staat der Hohenzollern, der im 18. Jahrhundert entstand, war kein Produkt einer gewachsenen Kultur oder Konsequenz der geschichtlichen Entwicklung eines Volkes. Da seine Gebiete weit verstreut lagen, fehlte ein weiterer wichtiger Anreiz für einen natürlichen Staatsbildungsprozess, nämlich die Organisation und Zusammenfassung (Synergie) geografisch zusammenhängender Gebiete. So war der preußische Staat ausschließlich Ausdruck des Machtwillens seiner Eliten.
In anderen historisch gewachsenen Staaten, so eine These, passten sich diese den Bedürfnissen der Gesellschaft an. In Preußen dagegen, wo die Voraussetzungen für eine Staatswerdung vollkommen fehlten, habe der Staat die Gesellschaft nach seinen Bedürfnissen geformt. So entstand ein gut organisierter Verwaltungs- und Herrschaftsapparat, der durch seine Machtfülle und Organisationsfähigkeit seinen Nachbarn für einige Jahrhunderte überlegen war und damit den Erfolg dieses „Preußischen Staatsmodells“ begründete. Im Norddeutschen Bund (ab dem 1. Juli 1867) und dann im Deutschen Kaiserreich (ab dem 1. Januar 1871) wirkte die preußische Verwaltung in den Bundesstaat hinein. Die enge Verbindung der Reichsbehörden mit den preußischen führte umgekehrt aber auch zu einer „Verreichlichung“ Preußens. Ernst Rudolf Huber resümiert:

„Die Entwicklung des Reichs zu einem wirklichen Staat hing entscheidend davon ab, daß es einen Beamtenkörper gewann, der nicht nur durch technische Tüchtigkeit, sondern durch die Fähigkeit zur politischen Integration des Reichs ausgezeichnet war. […] Im Dienst der in schneller Folge entstehenden zentralen Reichsämter […] entwickelte sich ein dem Reich unmittelbar eingefügter Beamtenkörper, der in seiner Pflichttreue und seinem Leistungsvermögen dem vielgerühmten preußischen Beamtentum gleichkam, an Aufgeschlossenheit für die Verwaltungsaufgaben und für Verfassungsprobleme der modernen Zeit das preußische Beamtentum aber noch übertraf.“

Die Bundesbeamten und dann die Reichsbeamten kamen vor allem aus dem preußischen Beamten- und Richterstand. Eigene Ausbildungsgänge für Bund bzw. Reich gab es noch nicht. Bei aller Treue zum Reich und zum Kaiser, so Huber, habe es ein kritisches Bewusstsein gegeben.

### Protestantischer Liberalismus
Seit der Reformation hatte Preußen eine überwiegend evangelische Bevölkerung. Im Vergleich zu stärker vom Katholizismus geprägten Nachbarstaaten galt Preußen in Fragen der Religionsausübung als verhältnismäßig ‚liberal‘. Letzteres traf insbesondere auf die Regierungszeiten Friedrich Wilhelms I., welcher die Salzburger Exulanten, protestantische Glaubensflüchtlinge, in Preußen ansiedelte, und Friedrichs des Großen zu, der die Auffassung vertrat, jeder Bürger sollte die Möglichkeit haben, „nach seiner eigenen Fasson selig zu werden“. In Nachbarstaaten verfolgte religiöse Minderheiten suchten in Preußen Schutz, andere Minderheiten blieben hier unbehelligt. Während der Volkszählung am Ende des Jahres 1840 wurden in Preußen 194.558 Juden gezählt.

### „Preußischer Geist“
Das preußische Staatsmodell stützte sich auf eine besondere Form der Ethik, die gemeinhin als preußischer Geist zusammengefasst wird und in die Legendenbildung eingegangen ist. So verbindet man mit Preußen auf der einen Seite die Stereotype der von protestantischen Werten geprägten preußischen Tugenden wie beispielsweise Zuverlässigkeit, Sparsamkeit, Bescheidenheit, Ehrlichkeit, Fleiß und Toleranz. Das gegenteilige Stereotyp verweist auf Militarismus, Autoritarismus, aggressiven Imperialismus und auf eine grundsätzlich demokratiefeindliche und reaktionäre Politik. Dabei hat Preußen weniger Kriege geführt als etwa Frankreich und England. Das von preußischen Historikern im 19. Jahrhundert geschaffene deterministische Geschichtsbild, Preußen habe eine historische Mission in Deutschland und der Welt, wurde bereits im 19. Jahrhundert als Borussianismus verurteilt.
Christopher Clark stellt für die erste Hälfte des 19. Jahrhunderts fest, dass in England und Wales jährlich etwa sechzehnmal so viele Menschen hingerichtet wurden wie im vergleichbar großen Preußen. Wurde in Preußen die Todesstrafe fast nur gegen Mörder verhängt, so gab es diese Strafe in England auch für zum Teil geringfügige Eigentumsdelikte. „Die Briten tolerierten staatliche Gewalt in einem Maße, wie sie in Preußen undenkbar gewesen wäre.“ Das Elend der Armen in Preußen in den 1840er-Jahren bleibe auch zurück hinter der irischen Hungerkatastrophe unter britischer Herrschaft. „Wären die Polen in Preußen von einer vergleichbaren Hungersnot dahingerafft worden, würden wir darin heute vielleicht Vorboten der Naziherrschaft nach 1939 sehen.“
Das heutige Bild Preußens in der Geschichtswissenschaft ist weitaus differenzierter als beide Stereotype. Das letztere, das militaristische, erschien jedoch als notwendiger Gründungsmythos der Bundesrepublik Deutschland. Historiker verweisen auf die Vielschichtigkeit und lange historische Entwicklung dieses Staates.

„[Preußen und der Nationalsozialismus stehen] in einem absoluten Gegensatz. Preußen steht für die Hoheit des Staats, für die Idee, dass der Staat die gesamten Interessen der Zivilgesellschaft in sich aufnimmt. Für die Nazis war das unvorstellbar, sie wollten ein völkisches Gebilde an die Stelle des Staats setzen. […] Die Sonderweg-These war fruchtbar, weil sich die klügsten Geister damit auseinandergesetzt haben. Und sie erfüllte einen volkspädagogischen Zweck, denn sie ermöglichte es, verschiedene Problemkomplexe wie Militarismus, Gehorsamskult, Autoritätsgläubigkeit über den Begriff Preußen zusammen mit dem Nationalsozialismus in einen Topf zu werfen. Das hat die Entstehung einer liberalen Bundesrepublik erleichtert. Aber jetzt ist es Zeit, andere Fragen zu stellen und Raum zu schaffen für neue Sichtweisen.“

### Staatssymbole
Die Landesfarben Preußens, Schwarz und Weiß, sind schon im Stammwappen der Hohenzollern enthalten. Das Wappentier Preußens ist der schwarze Preußische Adler. Der Wappenspruch lautet seit der Reformation Suum cuique – „Jedem das Seine“. Das Preußenlied galt zeitweilig als inoffizielle Nationalhymne Preußens.